# Histoire des Juifs en Égypte

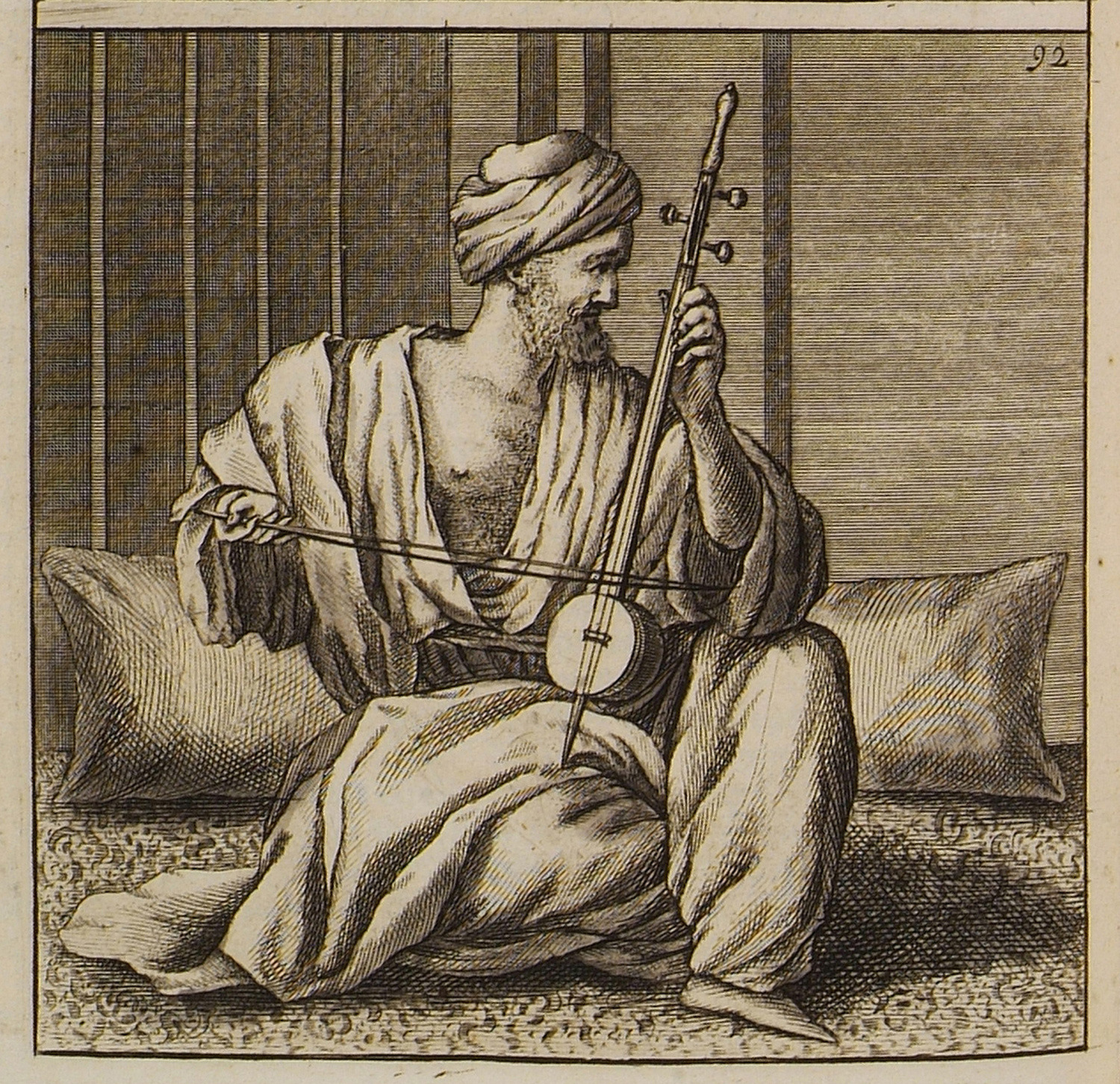
Juif du Caire, 1714

L’histoire des Juifs en Égypte s’étend sur plus de deux millénaires, de la période biblique à l’époque contemporaine.
Théâtre des événements narrés dans le Livre de l'Exode, l’Égypte héberge, dès 650 avant l’ère commune, des soldats israélites employés par Psammétique Ier. Elle accueille également de nombreux réfugiés du royaume de Juda lorsque le roi Joiaqim se rebelle contre le royaume de Babylone. Quelques siècles plus tard, les communautés qui ont prospéré sous les Ptolémées demeurent, à l’image de Philon d'Alexandrie. Fidèles à leur origine, elles ont adopté la culture ambiante, pensent en grec et préfèrent lire la Bible dans sa traduction plutôt que dans l’original.
Ces communautés sont détruites lors des campagnes de Trajan. D’autres se développent après la conquête arabo-musulmane, en dépit des violences et des taxes dont elles font l'objet. L’Égypte, relais entre les communautés de la diaspora et les académies de la terre d’Israël et de Babylone, recommence à jouer un rôle de premier plan dans la vie intellectuelle juive au Moyen Âge tant pour les rabbins et leurs disciples que pour leurs opposants, les Karaïtes qui y fondent l’un de leurs principaux centres jusqu’à l’histoire récente.
À ces Juifs arabes (arabophones) se joignent au cours des siècles plusieurs vagues de Juifs en provenance de la péninsule Ibérique, des territoires de l’Empire ottoman et enfin d’Europe. Populeuses, culturellement diverses et matériellement aisées, les communautés juives sont, à l’image de l’Égypte d’avant-guerre, cosmopolites, ayant noué des liens avec l’Angleterre, l’Italie ou encore avec la France par le biais de l’Alliance israélite universelle (AIU). Elles contribuent activement à l'économie du pays.
Les Juifs d’Égypte, d'une population estimée entre 75 000 et 80 000 âmes en 1922, sont menacés une première fois par la montée des nationalismes dans les années 1940. Leurs conditions de vie se détériorent fortement après la création de l'État d'Israël en 1948 et le coup d'État de Gamal Abdel Nasser. Rapidement, l'Égypte commence à expulser les Juifs et à confisquer leurs biens.
En 2023, il n'y a plus que trois Juifs en Égypte, tous âgés d'au moins 70 ans.

## Antiquité

### Premiers établissements

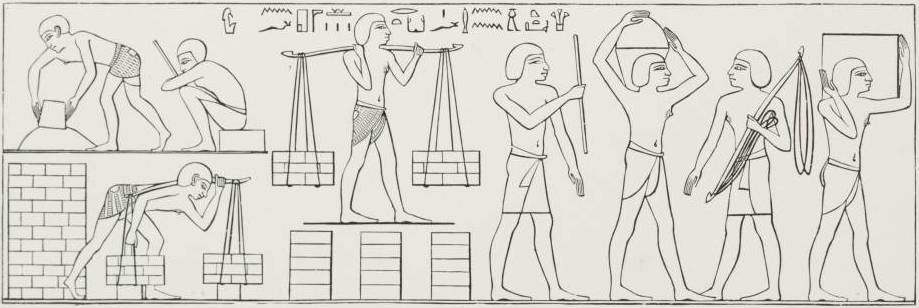
Esclaves juifs ou sémites fabriquant et transportant des briques, Tombe de Rekhmara à Thèbes (ancienne Égypte)

L’établissement d’Israélites en Égypte remonte à l’époque biblique. Les faits narrés dans le Livre de l’Exode ne semblent pas avoir laissé de traces archéologiques et les éléments avancés par les premiers égyptologues en faveur de leur historicité ont été rapportés depuis à d’autres peuplades sémites. La Bible rapporte aussi que de nombreux Judéens se réfugient en Égypte lorsque le royaume de Juda se soulève contre la Babylonie dont il était alors le vassal ; parmi ces réfugiés, Jérémie qui s’adresse à ses frères installés à « Migdol, Tahpanhès, Nof et dans le district de Patros ».
Quelque temps avant ces derniers événements, des Israélites se sont établis sur les bords du Nil, à Yeb, ainsi qu’en attestent les papyrus d'Éléphantine. L'archéologie corrobore en effet la présence de nombreux émigrés en provenance du royaume de Juda dans le delta du Nil à partir du début du VIe siècle av. J.-C.. Ils font à l’origine partie d’une garnison chargée de garder la frontière égyptienne et assistent, à l’époque de la rédaction des papyrus d'Élephantine, le pharaon Psammétique II dans sa campagne nubienne. Ils parlent araméen et maintiennent leur propre temple à côté de celui du dieu local Khnoum. Comme leur système religieux présente de fortes traces de polythéisme babylonien, il a été suggéré que la communauté est d’origine mixte, judéo-samaritaine. Plusieurs efforts seront entrepris, à l’époque d’Ezra et Néhémie, pour ramener cette communauté dans le giron du judaïsme qu’Ezra veut imposer en norme.

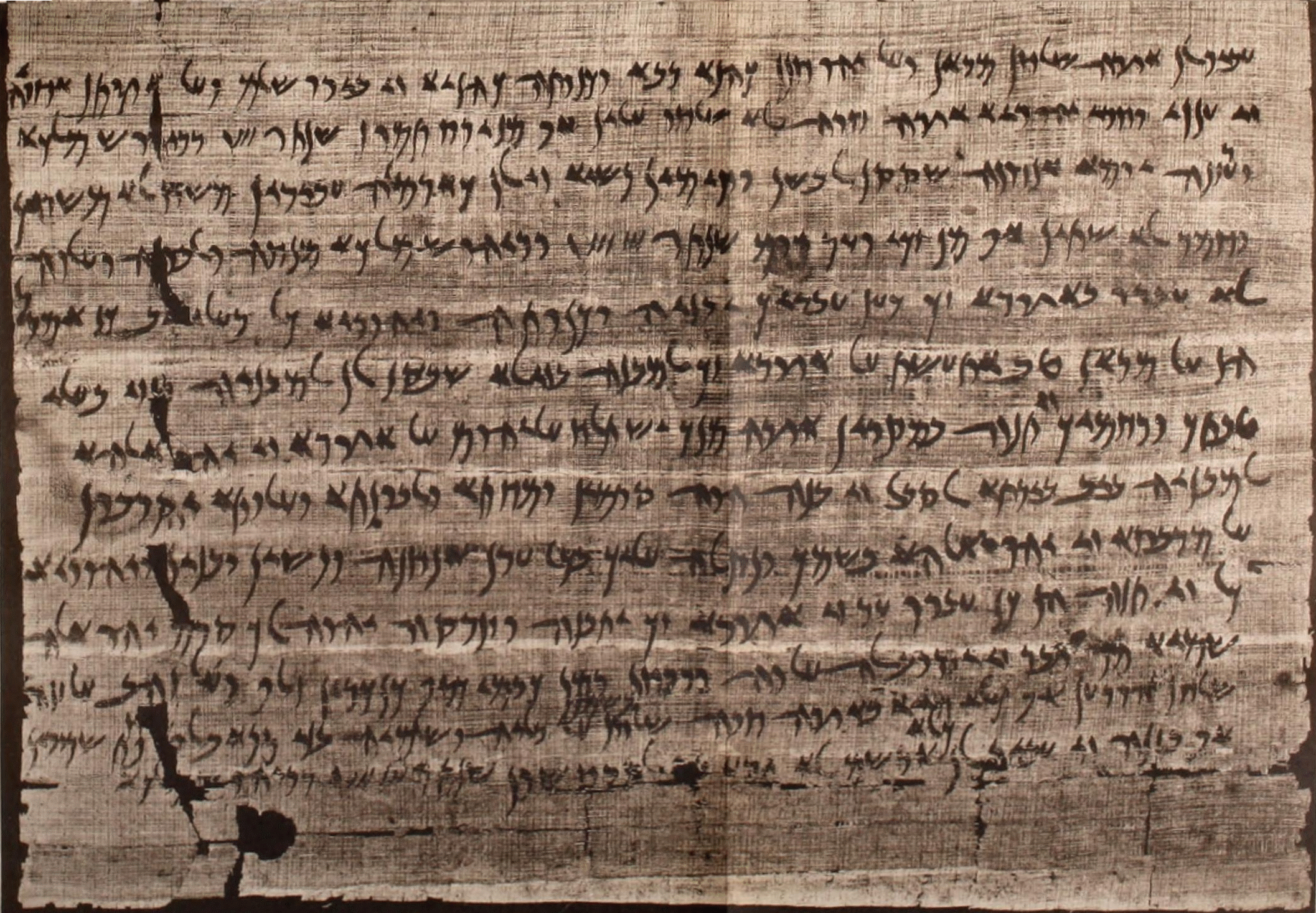
Lettre en araméen issue des papyrus d'Eléphantine de la communauté juive, adressée à Bagoas, gouverneur de Juda, où les auteurs (Yedoniah et ses collègues prêtres) demandent la reconstruction d'un temple juif à Éléphantine, détruit par des païens égyptiens. Lettre datée de l'année 17 du roi Darius (II) sous l'autorité du satrape égyptien Arsames, correspondant à -407 av. J.-C.

### Époque ptolémaïque et romaine (400 av. J.-C. - 641)
Des Juifs participent activement à la fondation d’Alexandrie en 332 AEC. Ils sont rejoints, selon Flavius Josèphe, par 120 000 Judéens de Judée et Samarie déportés par Ptolémée Ier après sa prise de la Judée ainsi que par des immigrants volontaires, attirés par les plaines fertiles et le libéralisme de Ptolémée. Une inscription consignant la dédicace d'une synagogue à Ptolémée et Bérénice Ire a été découverte au XIXe siècle.
Un quartier séparé, occupant deux des cinq districts de la ville, leur est assigné par les Ptolémées afin de préserver leurs lois et rites des influences indigènes. Ils jouissent également d’un grand degré d’indépendance politique, leur communauté exerçant librement aux côtés de la population non-juive alors que les Juifs de l’Empire romain doivent constituer des sociétés privées ou des corporations indépendantes.

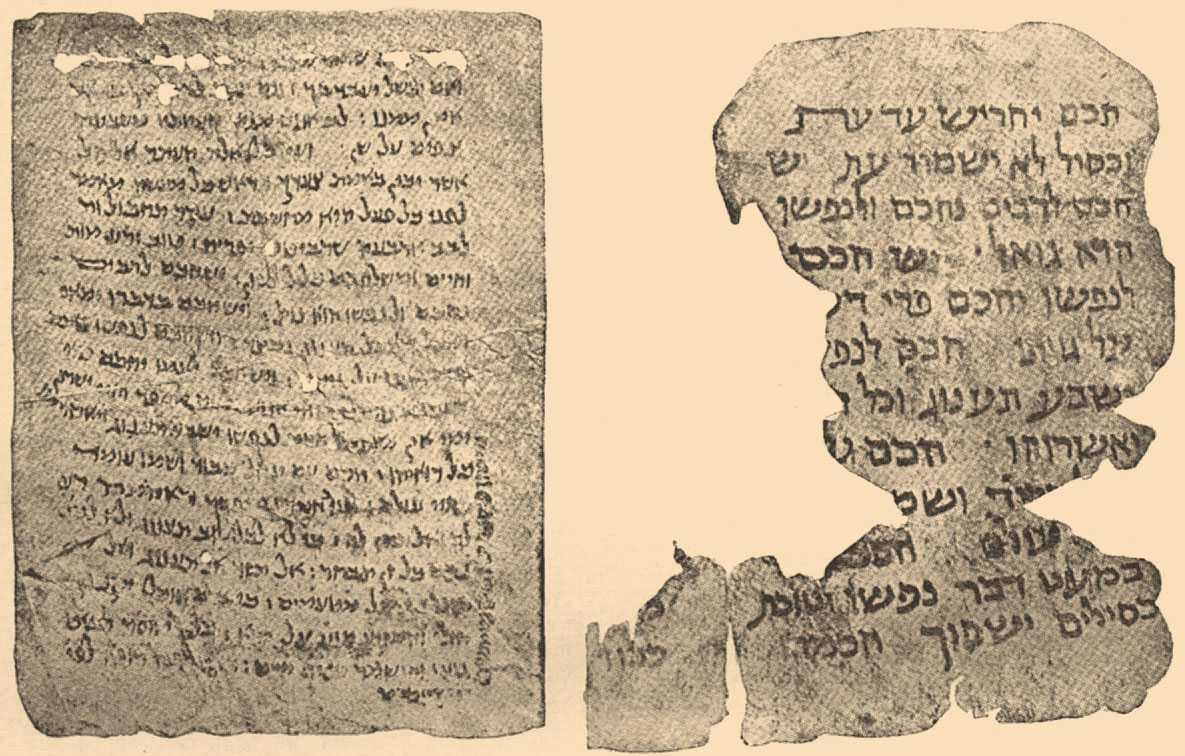
Fragment de Ben Sira, trouvé dans la guenizah du Caire

Alexandrie constitue le principal centre juif d’Égypte sous les Ptolémée mais d’autres se développent dans l’actuel Kafr ed-Dawar ou à Léontopolis où Onias fonde un temple à YWH. On trouve aussi une rue des Juifs à Oxyrhynque, l’actuelle El-Behneseh, sur la rive est du Nil. Établie pendant la période romaine, cette communauté semble s’être convertie au christianisme bien que ses membres aient conservé leurs noms bibliques (on trouve les noms de « David » et « Élisabeth » dans un document concernant un héritage litigieux). Il convient de noter des émeutes antijuives d'Alexandrie (38).
La communauté juive d’Alexandrie est anéantie par l’armée de Trajan à la suite d’une révolte en 115-117 (dite Guerre de Kitos). Les Juifs semblent être revenus plus tard dans la ville puisque Cyrille, patriarche d’Alexandrie, les en chasse en 412,.

## Domination arabe (641à1250)
En 629, l’expulsion des Juifs de Jérusalem par Héraclius donne lieu à des violences anti-juives à travers l’Empire romain d’orient et le patriarche Cyrus d’Alexandrie les mécontente tant par son prosélytisme monothéliste que par son administration corrompue. Les Juifs n’ont donc aucune raison de se comporter de façon bienveillante avec les maîtres byzantins de l’Égypte et accueillent en 642 les conquérants arabes en libérateurs (de même que les coptes et d’autres chrétiens), d’autant plus que certains des Juifs installés en Égypte lors des premières vagues d’immigration proviennent de la péninsule Arabique.
Le traité d’Alexandrie scellant la conquête arabe de l’Égypte, stipule expressément que les Juifs sont autorisés à rester dans la ville. Amr ibn al-As (Amru ben al-As) rapporte au calife qu’il en a dénombré 40 000. Il leur est évidemment imposé le statut inférieur de dhimmis et le paiement de la djizîa.
En 1896, Salomon Schechter découvre dans la synagogue Ben Ezra « la Guéniza du Caire (ou plus précisément de Fostat) datant de 882. Outre une partie perdue de la version hébraïque de l’Ecclésiaste, des extraits de la traduction grecque de la Bible par Aquila et des fragments des prêtres Zadokiens, elle comprend également une collection inestimable de lettres et documents qui nous permettent de retracer l’histoire, et la vie quotidienne de la communauté juive, surtout du Xe au XIIe siècle ».

### Les califes fatimides (969à1169)

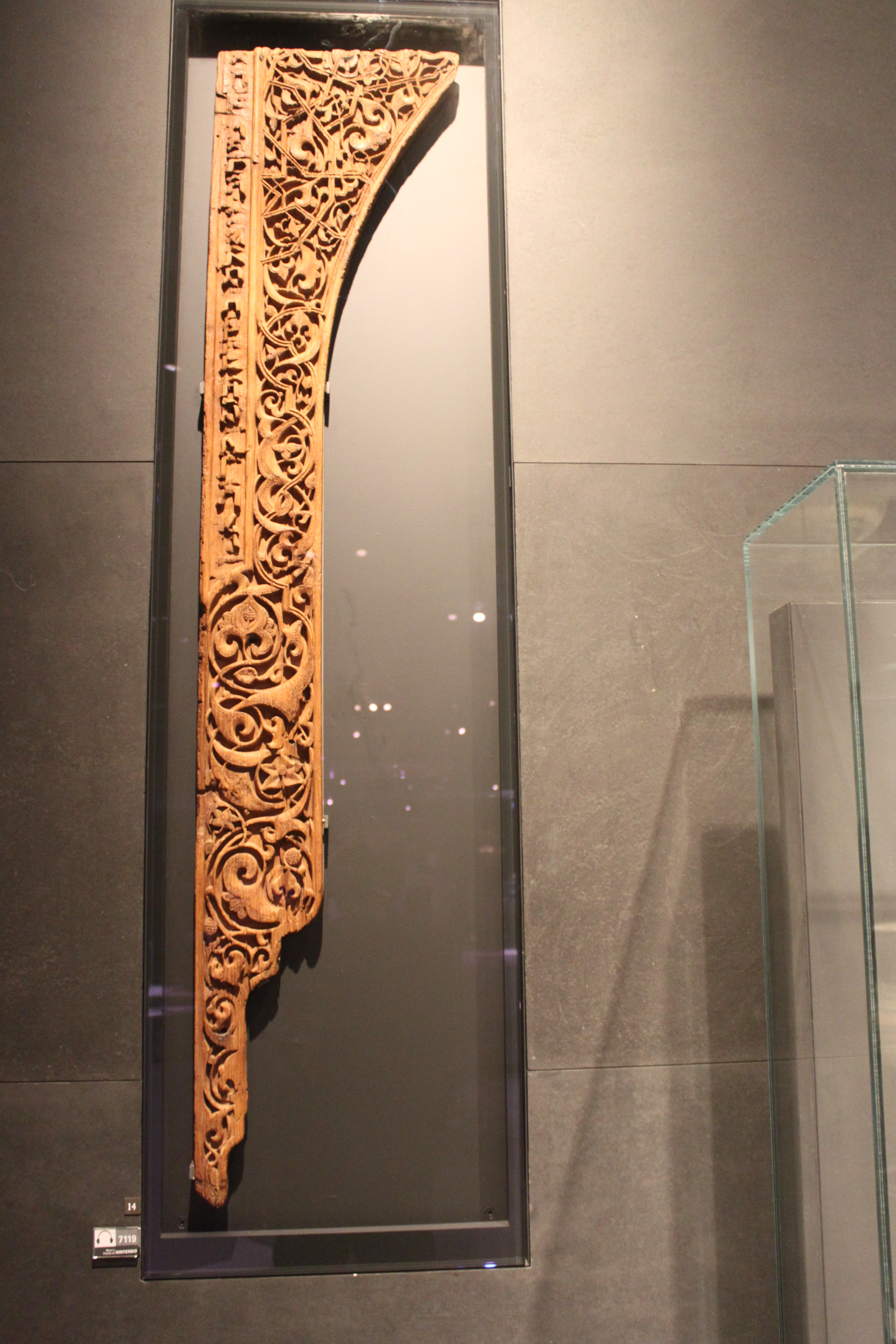
Élément d’arcature en cyprès sculpté avec inscription hébraïque de type cultuel, époque fatimide, Le Caire, XIIE s. (musée du Louvre)

Le règne des Fatimides est dans son ensemble favorable aux Juifs, à l'exception de la dernière période, sous le règne d'Al-Hakim. La communauté juive, arabophone et bien assimilée à la population locale, est régie par un chef communautaire appelé « nagguid ». C'est l'époque où se créent des écoles talmudiques et où des Juifs peuvent accéder à des positions élevées dans la société égyptienne, comme Ya‘qub Ibn Killis (930-991) devenu toutefois musulman et vizir du calife al-Mu’izz, fondateur de la nouvelle capitale Le Caire, tout comme Paltiel, aussi converti à l'islam, médecin et conseiller du calife.
Le calife Al-Hakîm (996-1021) applique avec sévérité le Pacte d'Umar et en 1011, oblige les Juifs à vivre dans le quartier Har’t el Yahoud, à porter des clochettes et à arborer l'image en bois d'un veau. Une rue de la ville d'Al-Jaudariyyah est habitée par les Juifs. Al-Hakîm apprenant qu'ils avaient l'habitude de se moquer de lui en vers, fait brûler tout le quartier.
Au commencement du XIIe siècle, un Juif du nom d'Abu al-Munajja ibn Sha'yah est nommé à la tête du Département de l'agriculture. Il est spécialement connu comme le constructeur d'une écluse du Nil en 1112 qui porte son nom Baḥr Abi al-Munajja. Il tombe en disgrâce en raison des lourdes dépenses en relation avec ces travaux, est incarcéré à Alexandrie et se fait libérer rapidement. Un document concernant une transaction entre son banquier et lui a été conservé. Sous le vizir Al-Afdhal (1137), le ministre des finances est un Juif au nom ignoré. Ses ennemis réussissent à provoquer sa chute et il perdra tous ses biens. Il est remplacé par un frère du patriarche chrétien qui tente de faire expulser les Juifs du royaume. Quatre des principaux responsables de la communauté juive conspirent contre lui, sans résultat connu. Il existe une lettre de cet ancien ministre adressée aux Juifs de Constantinople, leur demandant de l'aide. Cette lettre est écrite dans un style poétique remarquablement complexe. Un des médecins du calife Al-Hafiz (1130-1149) est un Juif, Abu Manṣur. Le Juif Abu al-Faḍa'il ibn al-Nakid (mort en 1189) est reconnu comme un oculiste célèbre.
La vie des communautés juives d'Égypte au XIIe siècle est connue par les témoignages de certains érudits juifs et par les voyageurs qui visitèrent le pays. Juda Halevi se trouve à Alexandrie en 1141 et dédie quelques vers magnifiques à son coreligionnaire et ami Aaron Ben-Zion ibn Alamani et à ses cinq fils. À Damiette, Halevi rencontre son ami l'Espagnol Abu Sa'id ibn Ḥalfon ha-Levi. Vers 1160, Benjamin de Tudèle est en Égypte et écrit un témoignage général sur les communautés juives qu'il y rencontre. Au Caire, il y a environ 2 000 Juifs ; à Alexandrie environ 3 000, avec à leur tête R. Phineas ben Meshullam, né en France ; dans le Fayoum, il y a 20 familles ; à Damiette 200 ; à Bilbéis, à l'est du Nil, 300 personnes et à Damira 700.

### Saladin et Maïmonide (1169 à 1250)

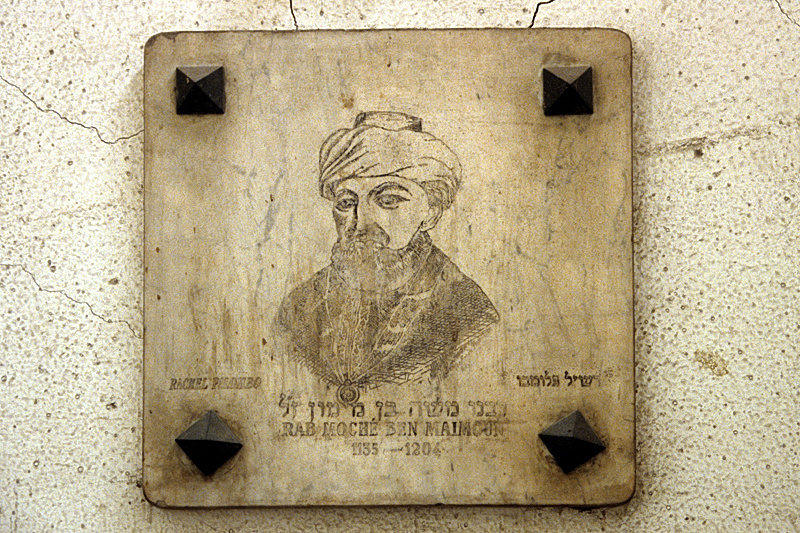
Plaque montrant « Rab Moshé ben Maimoun » dans la synagogue Moïse Maïmonide, Le Caire

L'orthodoxie rigide de Saladin (1169-1193) ne semble pas avoir affecté les Juifs de son royaume. Un docteur karaïte, Abu al-Bayyan al-Mudawwar (mort en 1184), qui a été le médecin du dernier Fatimide, soigne aussi Saladin. Abu al-Ma'ali, beau-frère de Moïse Maïmonide, est également à son service. En 1166, le philosophe et rabbin Maïmonide se rend en Égypte et s'installe à Fostat où il devient renommé en tant que médecin. Il soigne la famille de Saladin ainsi que celle de son vizir al-Qadi al-Fadil, et plus tard celles des successeurs de Saladin. Le titre de Ra'is al-Umma ou de al-Millah (chef de la Nation ou chef de la Foi) lui est accordé. À Fostat, il écrit son Mishné Torah ("Répétition de la Torah") en 1180 et le Moré Névoukhim (Guide des égarés), qui évoquent tous les deux son opposition avec des érudits juifs. De cette ville, il envoie de nombreuses lettres et responsa et en 1173 il demande de l'aide aux communautés juives d'Afrique du Nord afin d'obtenir la liberté de captifs. L'original de ce dernier document a été conservé. Il est aussi la cause du renvoi de la cour des karaïtes.

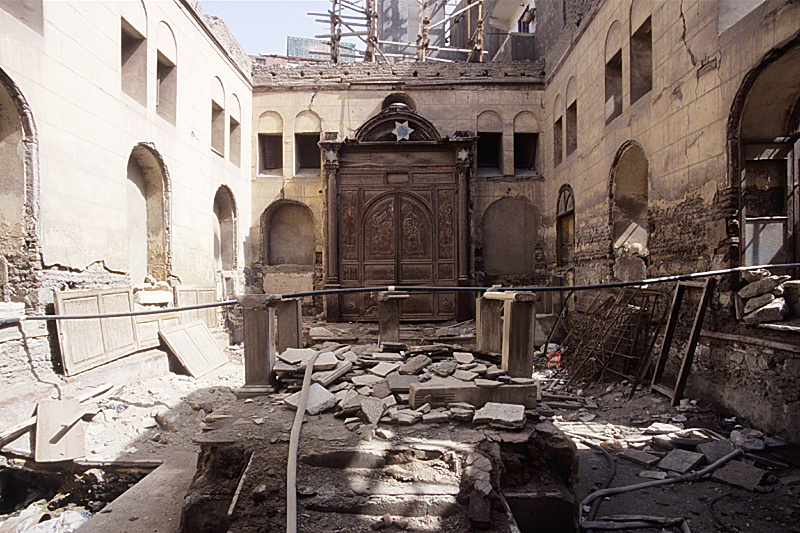
Intérieur de la synagogue Maïmonide avant rénovation

Dans une synagogue installée depuis le Xe siècle dans le quartier juif Harat al-Yahud d'el-Muski au Caire, Moïse Maïmonide a étudié lors de son passage en Égypte, vers 1168 ; certains disent même qu'il y aurait été enterré en 1204 - bien que ses restes aient été transportés à Tibériade. La synagogue est reconstruite et renommée au XIXe siècle « Moïse Maïmonide (synagogue) (en) », dite aussi « synagogue Rav Moshé », en l'honneur du philosophe juif. À partir de la création de l'Etat d'Israël en 1948 et surtout après la prise de pouvoir de Gamal Abdel Nasser en 1953, la synagogue Maïmonide se dégrade et atteint un état de délabrement lamentable en 1992 avec à l'intérieur les débris de l'effondrement de sa toiture,, et un refuge pour des sans-abri. Un projet de restauration « secret » pour la préservation du riche patrimoine juif de l'Égypte aboutit en 2010 ; la cérémonie d'inauguration est annulée au dernier moment, en confondant encore Juif et Israélien.

## Période mamelouke(1250 à 1517)
Sous la dynastie mamelouke des Baharites (1250-1390), les Juifs mènent une existence relativement paisible, bien qu'ils soient obligés de payer de lourdes taxes pour l'entretien des équipements militaires et qu'ils soient harcelés par les cadis et les oulémas de ces musulmans rigoureux. Ahmad al-Maqrîzî raconte que le premier grand Mamelouk, le sultan Baybars (1260-1277) (Al-Malik az-Zâhir Rukn ad-Dîn Baybars al-Bunduqdari), double les impôts payés par les ahl al-dhimma (les non-musulmans). Il a même pensé à brûler tous les Juifs et une fosse a été creusée à cet effet. Au dernier moment, il s'est repenti exigeant alors à la place une lourde amende qui entraîne la mort de nombreux Juifs réticents pendant sa collecte.
Dans Joseph Sambari (135, 22), se trouve un récit montrant la sévérité avec laquelle est appliqué le pacte d'Oumar : lorsqu'en 1305 le sultan revient d'une campagne victorieuse en Syrie contre les Mongols, Sa'id ibn Ḥasan d'Alexandrie, un converti du judaïsme, musulman fanatique, se dit courroucé par l'arrogance de la population non musulmane, particulièrement par la manière dont sont tenus les offices dans les églises et dans les synagogues. Il essaie de former un synode de dix rabbins, de dix prêtres et des oulémas. Échouant dans son projet, il tente de faire fermer les églises et les synagogues. Certaines églises sont détruites par la foule alexandrine. La plupart des synagogues ne sont pas touchées du fait qu'elles existaient déjà du temps d'Oumar et donc en raison du pacte, étaient exemptées de toute ingérence du pouvoir. Sambari (137, 20) mentionne qu'un nouveau pacte est rédigé à la suite des lettres d'un roi maure de Barcelone (1309) et les synagogues sont rouvertes. Il semble que cela renvoie plutôt à la repromulgation du pacte d'Oumar.

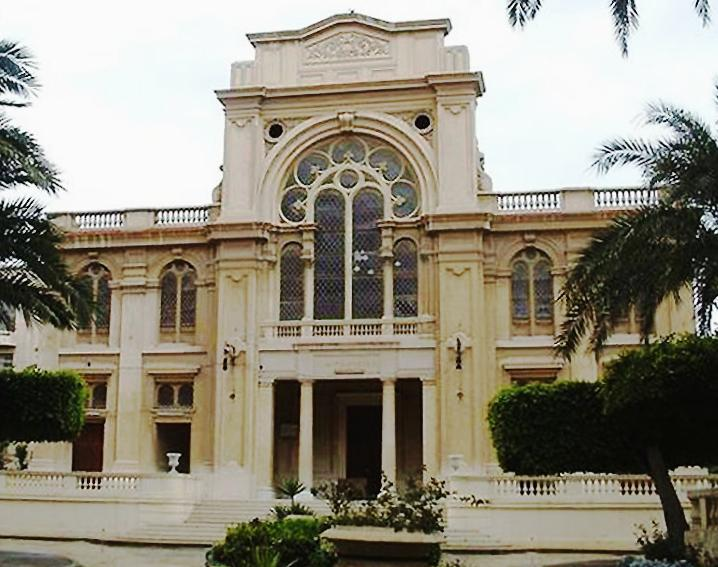
Synagogue Eliahu Hanavi à Alexandrie, fondée en 1354, détruite en 1798 puis reconstruite en 1850 et restaurée en 2019

Plusieurs fatwas (littéralement : « réponses ») importantes de docteurs de la loi musulmans traitent de ce sujet ; celles de Aḥmad ibn 'Abd al-Ḥaḳḳ par exemple, qui parlent spécifiquement des synagogues du Caire, qui de l'extérieur apparaissent comme des maisons d'habitation ordinaires, un fait qui a permis à d'autres juristes de tolérer leur présence. Selon Taki al-Din ibn Taimiyyah (né en 1263), les synagogues et les églises du Caire avaient déjà été fermées auparavant. Ce musulman fanatique écrivit une fatwa avec des invectives contre les Juifs, affirmant que leurs édifices religieux devaient être détruits, car ils avaient été construits à une période où le Caire se trouvait entre les mains de musulmans hétérodoxes, les ismaéliens, les Qarmates et les Alaouites. Cependant, les synagogues sont autorisées à rester ouvertes. Sous le même sultan, en 1324, les Juifs sont accusés d'avoir volontairement provoqué des incendies à Fostat et au Caire et ne peuvent se disculper qu'en payant une amende de 50 000 pièces d'or.
Sous la dynastie mamelouke des Burjites, les Francs attaquent de nouveau Alexandrie en 1416, et les lois contre les Juifs sont de nouveau strictement renforcées par le cheikh al-Mu'ayyid (1412-1421), par Ashraf Bars Bey (1422-1438), en raison de la peste qui décime la population en 1438, par Al-Ẓahir Jaḳmaḳ (1438-1453) et par Ḳa'iṭ-Bey (1468-1495). Ce dernier est cité par Obadiah ben Abraham de Bertinoro (Italie). Les Juifs du Caire sont forcés de payer une taxe de 75 000 pièces d'or.

## Domination turque (1517 à 1922)

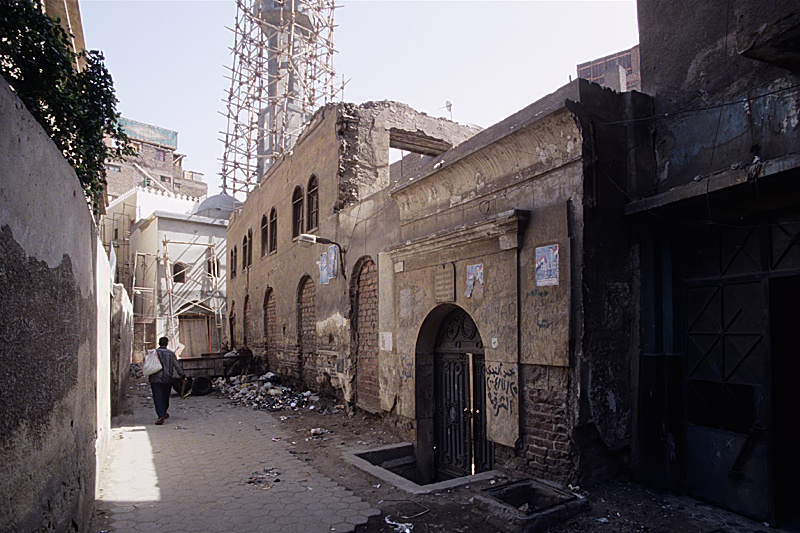
Quartier juif d'el-Muski avec la façade de la synagogue Maïmonide avant sa rénovation en 2010, Le Caire.

Le 22 janvier 1517, le sultan turc, Sélim Ier, prend le pouvoir en écrasant Tuman Bey, le dernier sultan mamelouk. Il effectue des changements radicaux dans l'organisation des communautés juives : il supprime le poste de naguid, rend chaque communauté indépendante et place David ibn Abi Zimra (en) (1479-1573) à la tête de la communauté du Caire. Il nomme aussi Abraham de Castro (en) (?-1560) « maître de la Monnaie ». Pendant le règne de Soliman le Magnifique, successeur de Selim, le vice-roi d'Égypte, Ahmed Pasha, projette en 1524 de s'établir comme souverain indépendant. De Castro part à Constantinople pour en avertir le sultan. Ahmed Pasha décide alors de se venger des Juifs en emprisonnant plusieurs d'entre eux, probablement de la famille de De Castro, et en imposant une énorme taxe à la communauté juive. L'exécution d'Ahmed Pasha par les hommes du sultan sauve les Juifs de ses menaces. Le « Pourim du Caire » est toujours célébré par les Juifs originaires du Caire, le 28 Adar, deux semaines après Pourim, en commémoration de leur délivrance.
Vers la fin du XVIe siècle, les études talmudiques sont fortement encouragées par Bezalel Ashkenazi (en) (1520c-1592c), auteur du Shitta Mekoubetzet. Parmi ses élèves, se trouve Isaac Louria qui, en tant que jeune homme, s'était rendu en Égypte pour visiter son oncle, Mordekhaï Frances, un riche négociant et collecteur d'impôts, ainsi qu'Abraham Monson (1594). Ishmael Cohen Tannoudji termine son Sefer ha-Zikkaron en Égypte en 1543. Joseph ben Moses di Trani réside en Égypte pendant un certain temps, ainsi que Ḥayyim Vital Aaron ibn Ḥayyim, le commentateur biblique et talmudique (1609). Parmi les élèves d'Isaac Louria, se trouve un Joseph Ṭaboul dont le fils Jacob, un homme important, est mis à mort par les autorités.
Selon Manasse ben Israël (1656), « Le vice-roi d'Égypte a toujours à ses côtés, un Juif avec le titre de zaraf bashi ou de trésorier, qui collecte les impôts du pays. À présent, ce poste est tenu par Abraham Alkula. » Son successeur est Raphael Joseph Tshelebi, le riche ami et protecteur de Sabbataï Tsevi. Sabbataï lui-même se rend deux fois au Caire, la seconde fois en 1660. C'est dans cette ville qu'il épouse une Sarah, venant de Livourne. Le mouvement sabbatéen Dönme crée naturellement un grand émoi en Égypte. C'est au Caire qu'Abraham Miguel Cardoso (en) (1626c-1706), un pseudo messie sabbatéen, prophète et médecin, s'installe en 1703, devenant un des médecins du pasha Kara Mohammed. En 1641, le karaïte Samuel ben David visite l'Égypte. La description de son séjour fournit des informations intéressantes sur les membres de sa communauté. Il décrit trois synagogues des rabbiniques à Alexandrie et deux à Rachid. Un second karaïte, Moses ben Elijah ha-Levi, laisse une description similaire pour l'année 1654 ; celle-ci ne contient que peu d'informations intéressantes pour les karaïtes.
Sambari mentionne un procès hargneux contre les Juifs, dû à un certain "ḳadi al-'asakir" (général en chef), envoyé de Constantinople en Égypte, qui les vole et les oppresse, et dont la mort serait due, en une certaine mesure, à une invocation dans un cimetière faite par un Moses de Damwah. Ceci a dû se passer au XVIIe siècle.
David Conforte (en) (1618-1685) est dayyan (juge) en Égypte en 1671.
En 1844, 1881 et en janvier 1902, des Juifs d'Alexandrie sont accusés de crimes rituels. À la suite de l'Affaire de Damas, Moïse Montefiore, Adolphe Crémieux et Salomon Munk visitent l'Égypte en 1840. Les deux derniers s'activent pour rehausser le statut intellectuel de la communauté juive en créant des écoles au Caire, en relation avec le rabbin Moses Joseph Algazi.

Selon le recensement officiel publié en 1898, il y a en Égypte 25 000 Juifs parmi une population totale de 9 734 405 habitants.

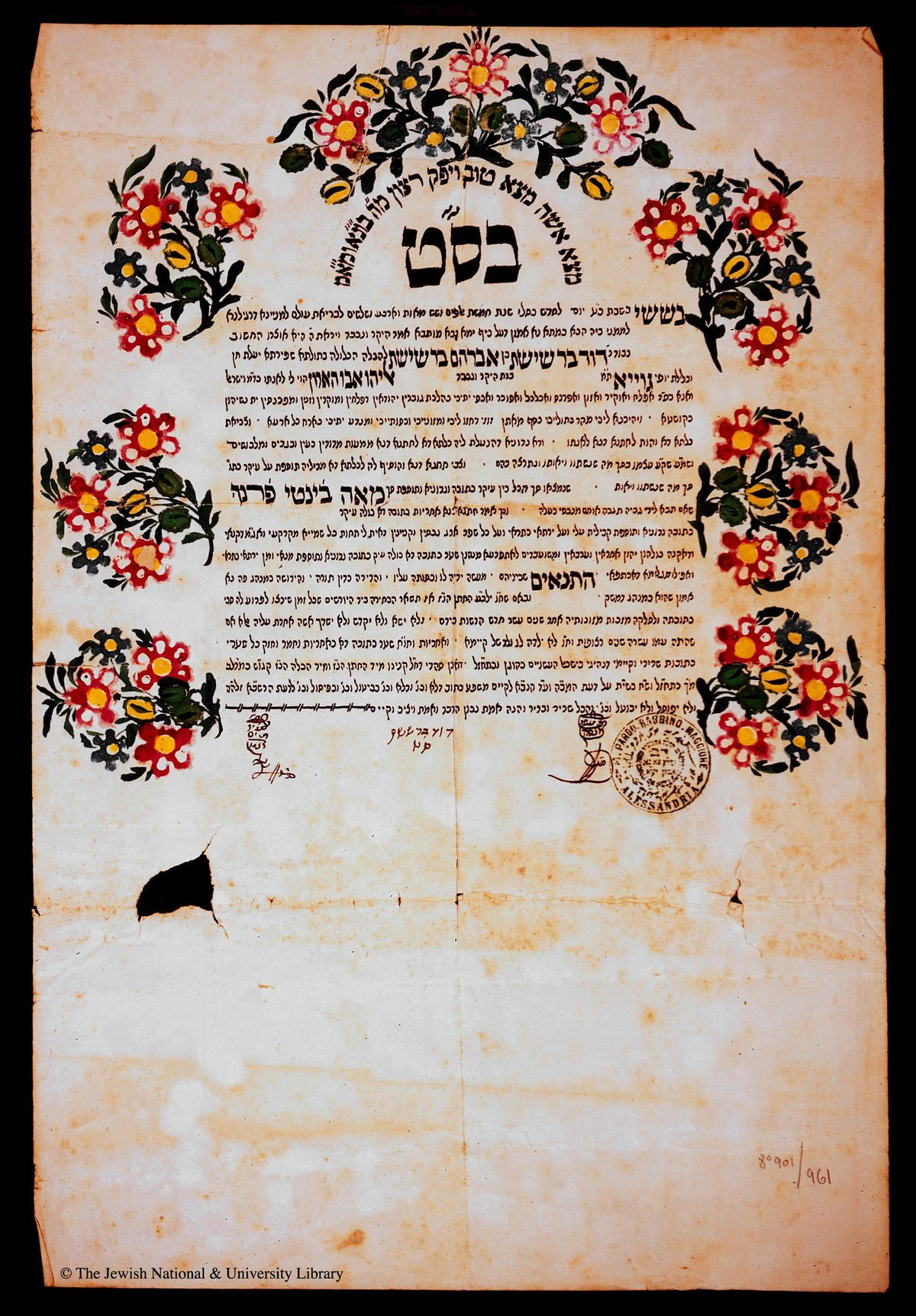
Ketoubah d'Alexandrie,  1873
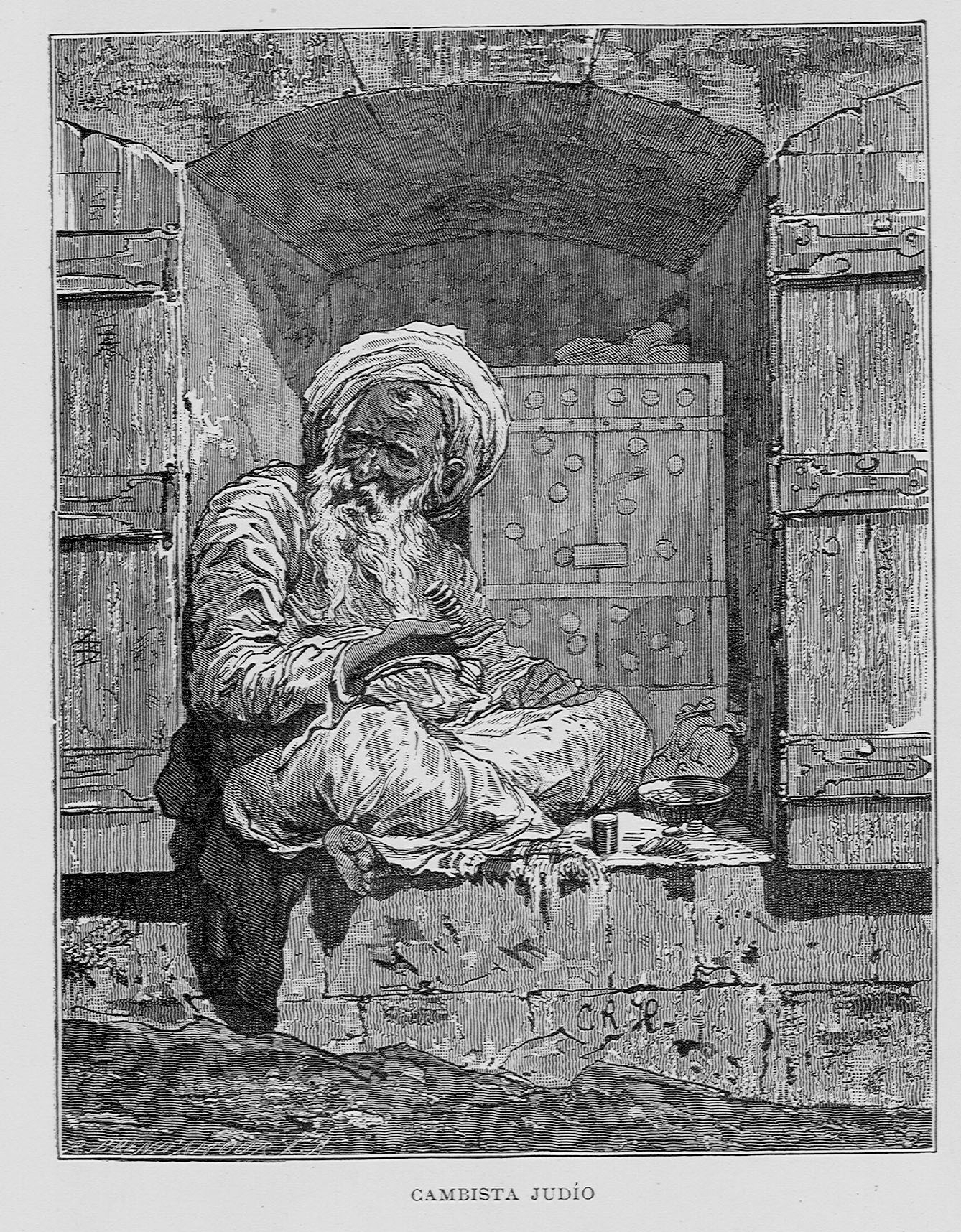
Changeur juif, Égypte, 1882.
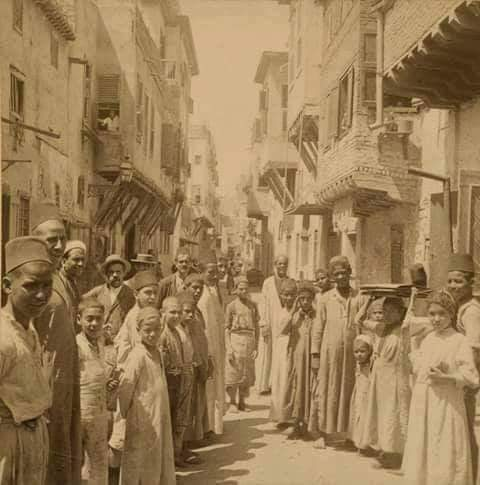
Quartier juif d'Alexandrie, 1898.
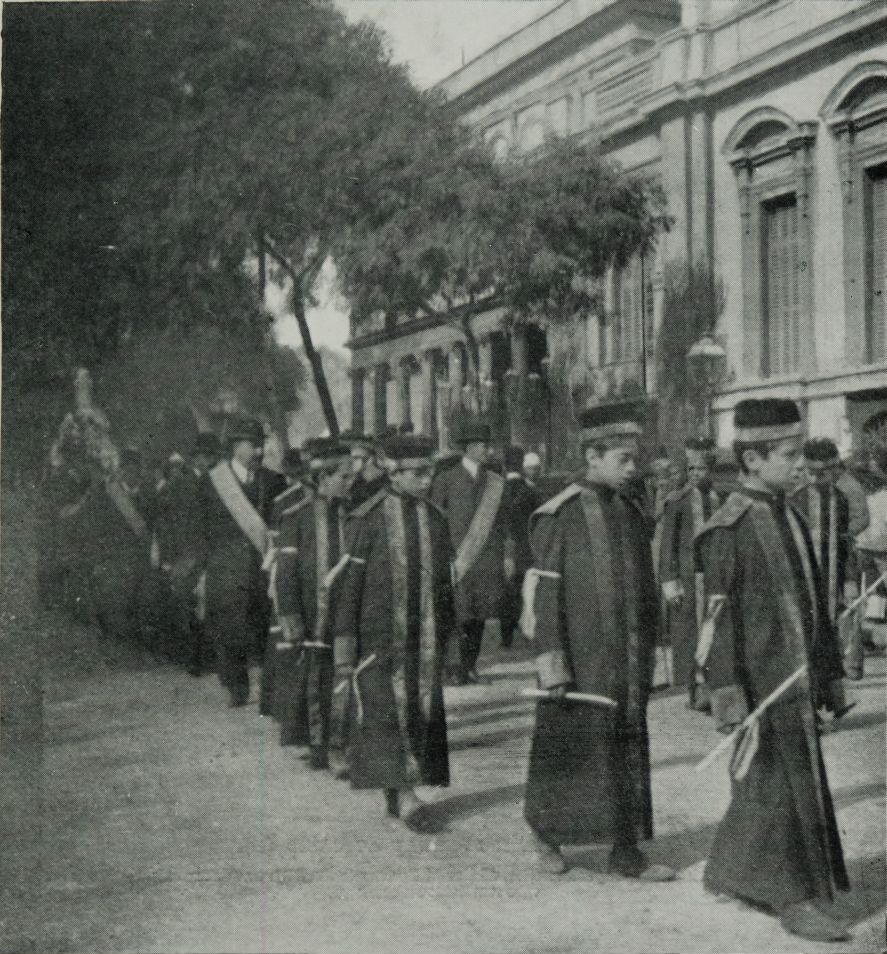
Funérailles juives au Caire, 1911.
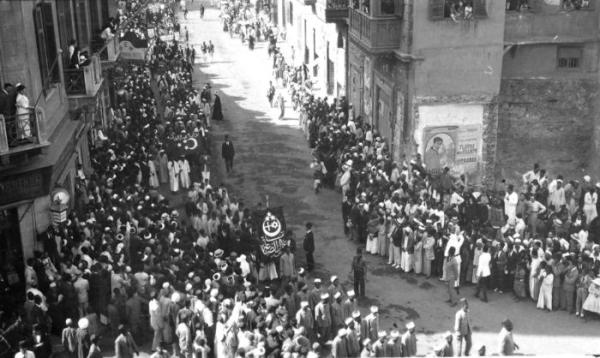
Manifestation nationaliste où est brandi le drapeau égyptien avec croissant, croix et étoile de David, Le Caire, 1919.
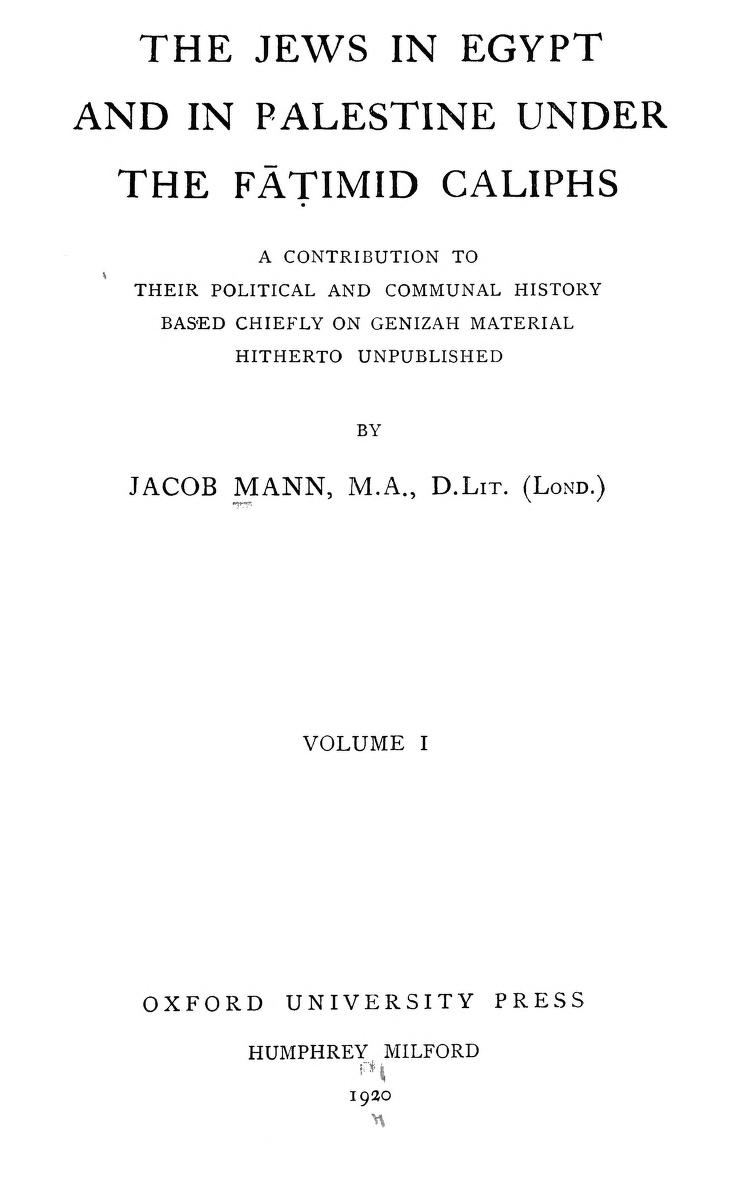
Les Juifs en Egypte et en Palestine sous les califes fatimides par Jacob Mann, 1920.
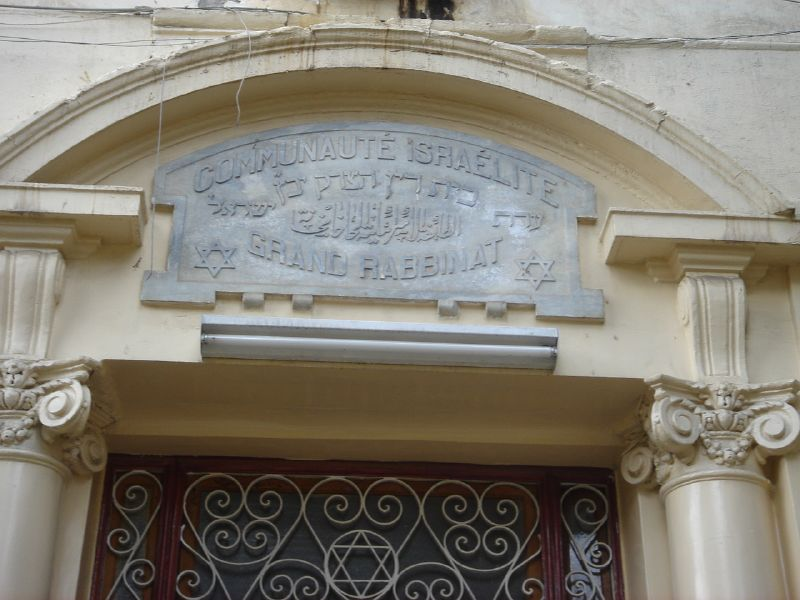
Cour rabbinique à Alexandrie.

## Temps modernes (depuis1922)

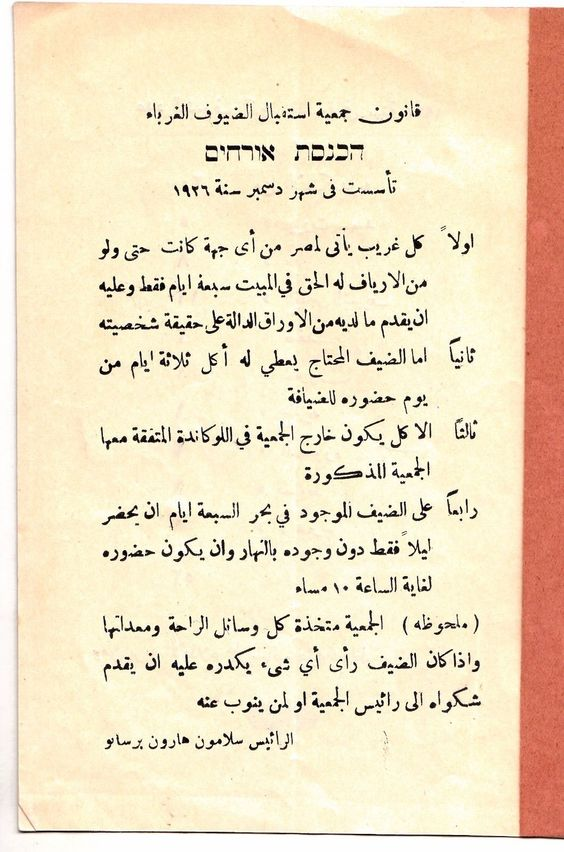
Organisation juive dans la hara du Caire, 1926.

Pendant le protectorat britannique et sous le règne du roi Fouad Ier, l'Égypte a une attitude bienveillante envers sa population juive[réf. souhaitée], bien que la nationalité égyptienne soit généralement refusée aux Juifs nouveaux immigrants et à tous les immigrants étrangers en provenance d'Europe ou d'autres pays de l'Empire ottoman. Les Juifs jouent un rôle important dans l'économie et leur population augmente jusqu'à presque 80 000, avec l'afflux de réfugiés qui s'y installent, fuyant les persécutions en Europe. Une distinction stricte existe depuis longtemps entre les communautés karaïte et rabbanite, entre lesquelles, les mariages traditionnels sont interdits. Ils habitent dans deux quartiers différents du Caire, le harat al-yahud al-qara’in pour les karaïtes et dans le quartier adjacent harat al-yahud pour les rabbanites. Malgré cette division, ils travaillent souvent ensemble et la jeune génération plus éduquée fait pression pour que les relations s'améliorent entre les deux communautés,. « Qu’il fût Maghrébin, Smyrniote, Espagnol, Syrien ou Italien, le Juif vivait au sein de sa communauté, peu importait sa nationalité »

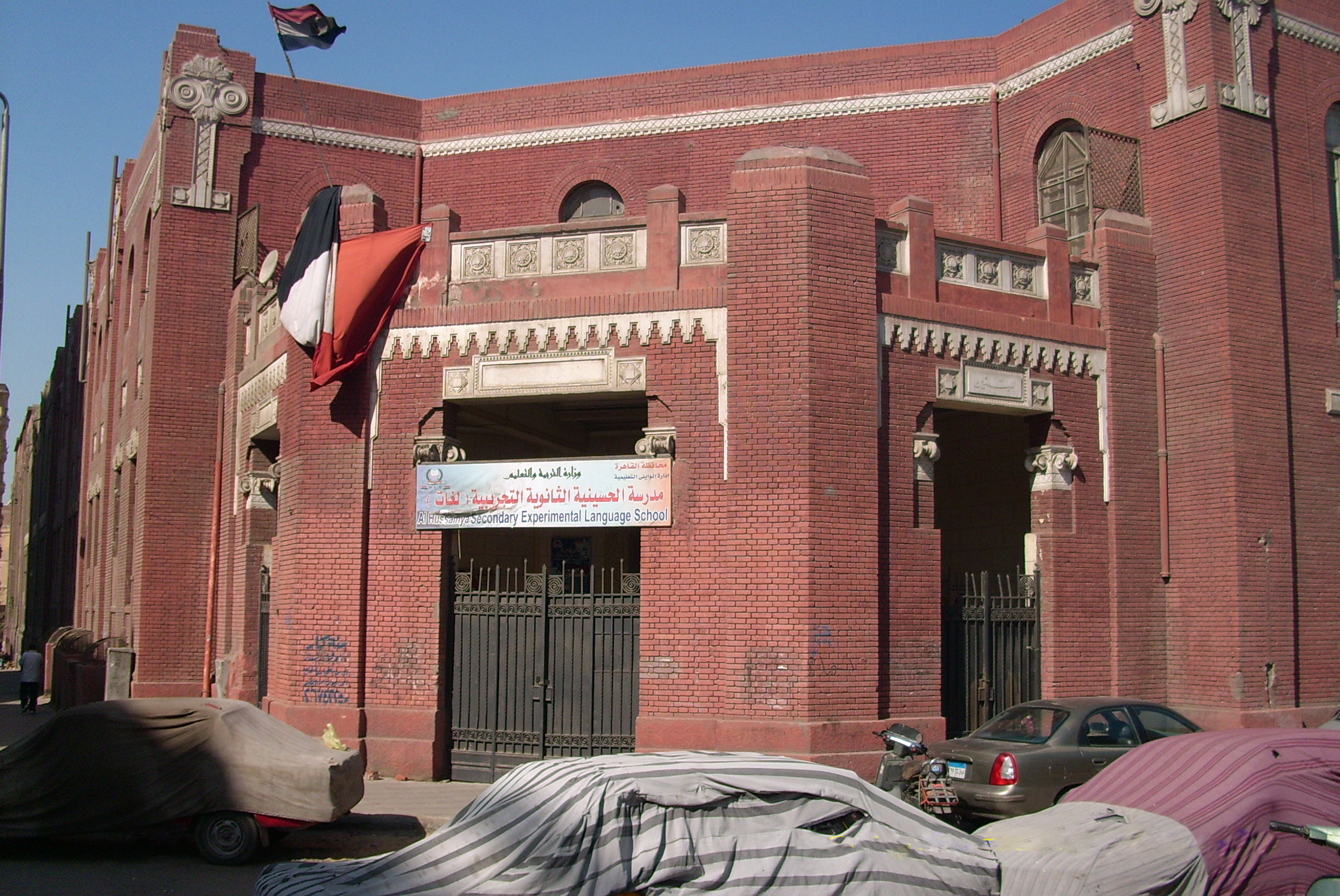
Ancienne école juive à Abbasyia, Le Caire.

Des Juifs, en tant qu'individus, jouent un rôle important dans le nationalisme égyptien. René Qattawi, dirigeant de la communauté sépharade du Caire, avalise la création en 1935 de l'Association de la jeunesse juive égyptienne, avec comme slogan : « L'Égypte est notre patrie, l'arabe notre langue ». Qattawi s'oppose fortement au sionisme politique et écrit une note sur la « Question juive » au Congrès juif mondial en 1943, dans laquelle il soutient que la Palestine ne sera pas capable d'absorber tous les réfugiés juifs d'Europe. Différentes branches du mouvement sioniste ont des représentants en Égypte. L'érudit juif karaïte Mourad Beh Farag (1866-1956) est à la fois un nationaliste égyptien et un sioniste passionné. Son poème Ma patrie, l'Égypte, lieu de ma naissance, exprime sa loyauté à l'Égypte, tandis que son livre al-Qudsiyyat (Jerusalemica, 1923), défend le droit des Juifs à avoir un État. al-Qudsiyyat est peut-être la défense la plus éloquente du sionisme en langue arabe. Farag est aussi un des coauteurs de la première constitution égyptienne en 1923.

Un autre Juif égyptien de cette époque, Yaqub Sannu devient un nationaliste patriotique égyptien, prônant le départ des Anglais. Il édite en exil le magazine Abu Naddara 'Azra, un des premiers magazines écrits en arabe égyptien, composé principalement de satires, se moquant des Britanniques ainsi que de la monarchie qu'il estime être une marionnette entre les mains des Anglais. Henri Curiel aussi agit contre les Britanniques en fondant le Mouvement égyptien pour la Libération nationale en 1943, une organisation qui sera le noyau du futur Parti communiste égyptien. Curiel jouera un rôle important en établissant les premiers contacts informels entre OLP et Israël.

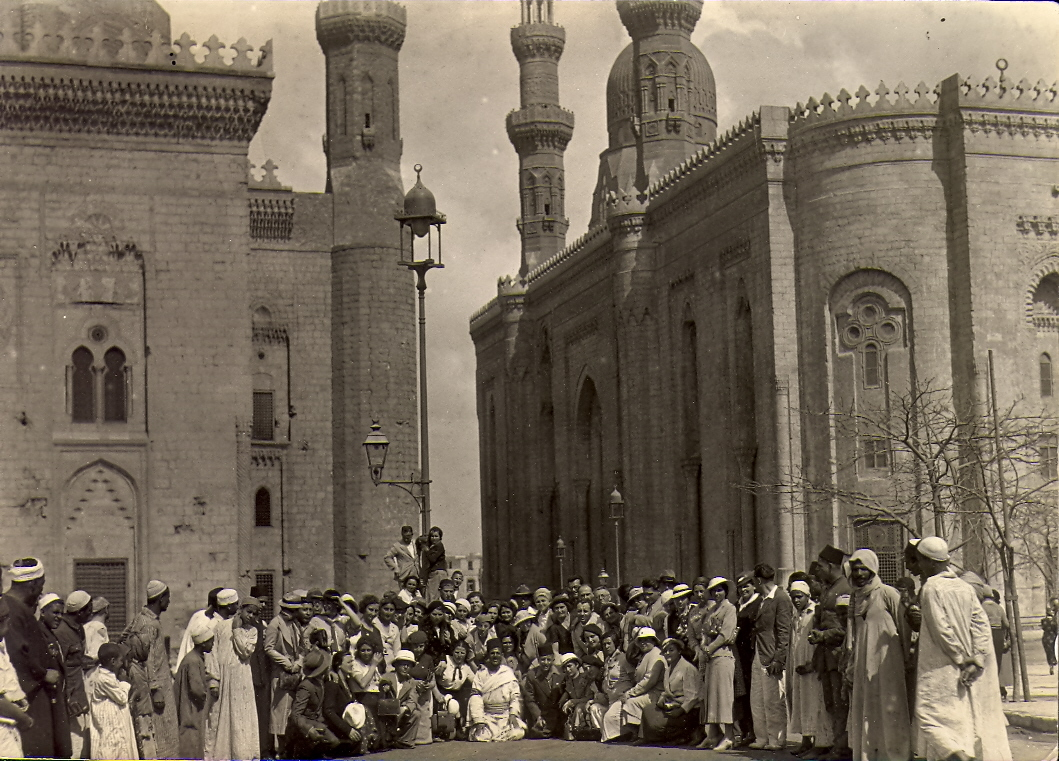
Visite d'enseignants juifs palestiniens en Égypte, 1930-40
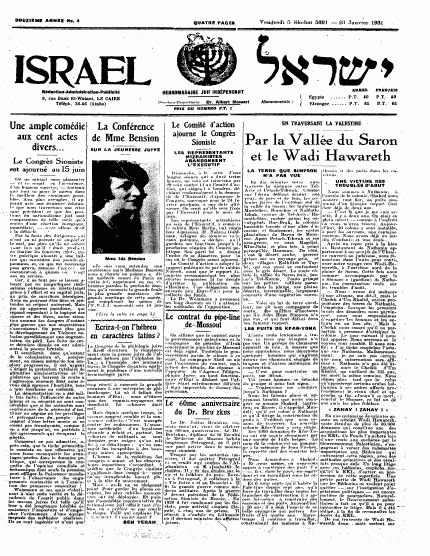
Edition française du journal juif égyptien « Israel » édité par Sa'ad Malaki et dirigé par les époux Albert et Mazal Motseri, du 23 janvier 1931
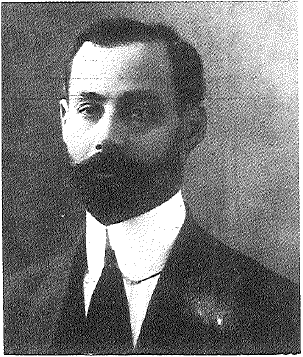
Albert Mosseri (1868-1933), journaliste fondateur du journal « Israel »
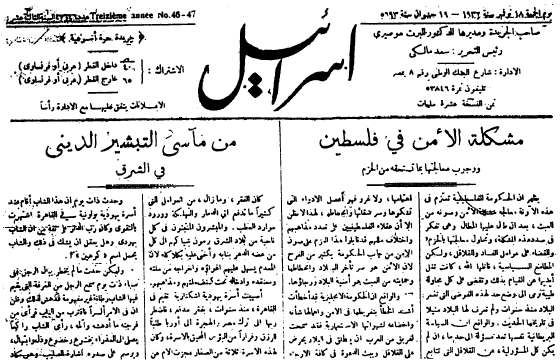
Edition arabe du journal juif égyptien « Israel », 1933

### Années 1930

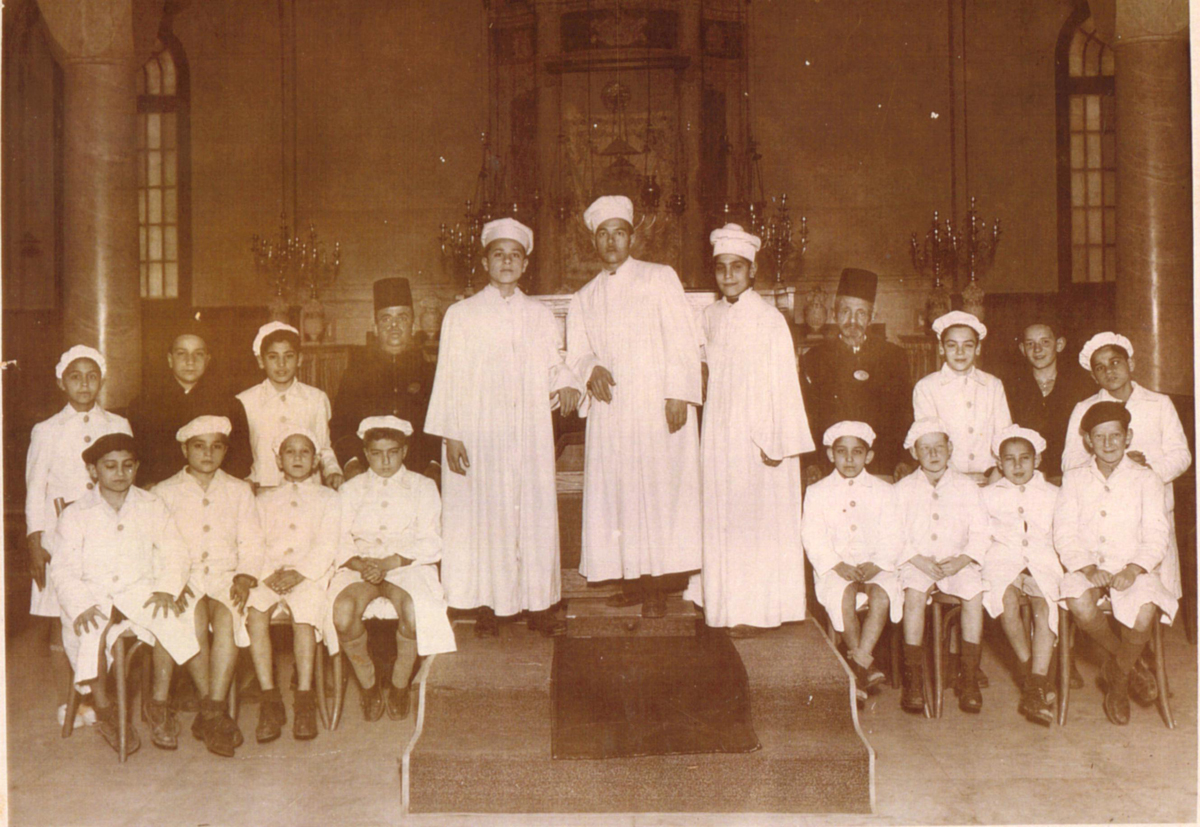
Chorale juive du rabbin Moshe Cohen à la synagogue Samuel Menashe à Alexandrie, vers 1967.

En 1937, le gouvernement annule les Capitulations, qui permettaient aux commerçants du mutamassir ainsi qu'aux minorités résidantes permanent (Syriens, Grecs, Italiens, Arméniens entre autres), d'obtenir une exonération d'impôt. Cette annulation affecte grandement les Juifs. L'impact des accrochages entre Arabes et sionistes en Palestine de 1936 à 1939, médiatisés, commence aussi à affecter les relations entre les Juifs et la société égyptienne, malgré le fait que le nombre de sionistes dans leur rang soit faible. De nouvelles organisations nationalistes militantes locales, telles que « Jeune Égypte » ou les « Frères musulmans », apparaissent. Elles affichent ouvertement de la sympathie à l'égard des différents modèles des puissances de l'Axe en Europe, s'organisent de façon similaire et développent un profond antagonisme à l'égard des Juifs.

### Années 1940
Dans le courant des années 1940, la situation empire. Des pogroms ont lieu dès 1942. À l'approche de la partition de la Palestine et de la fondation de l'État d'Israël, les hostilités augmentent, nourries aussi par les attaques de la presse nationaliste contre tous les étrangers. « La récupération du conflit en Palestine par les mouvements extrémistes panarabes explique le sentiment antijuif violent qui s’exprime » dans ces années. Le quartier haret el-yahud du Caire est pris d'assaut par des membres de Jeune Égypte en 1945, suivi par Alexandrie et d'autres villes où des pillages, des viols et des meurtres ont lieu.

En 1947, la population juive s'élève à 80 000 à 100 000 personnes sur un total égyptien de 18 966 767 personnes. La « loi sur les sociétés » impose des quotas pour l'emploi des nationaux égyptiens dans les sociétés constituées, exigeant que plus de 75 % des employés salariés et plus de 90 % de tous les travailleurs soient des Égyptiens. Cette loi contraint les entreprises juives et étrangères à réduire leur recrutement de salariés dans leur propre rang. La loi impose en plus que plus de 50 % du capital des sociétés par actions soit égyptien.

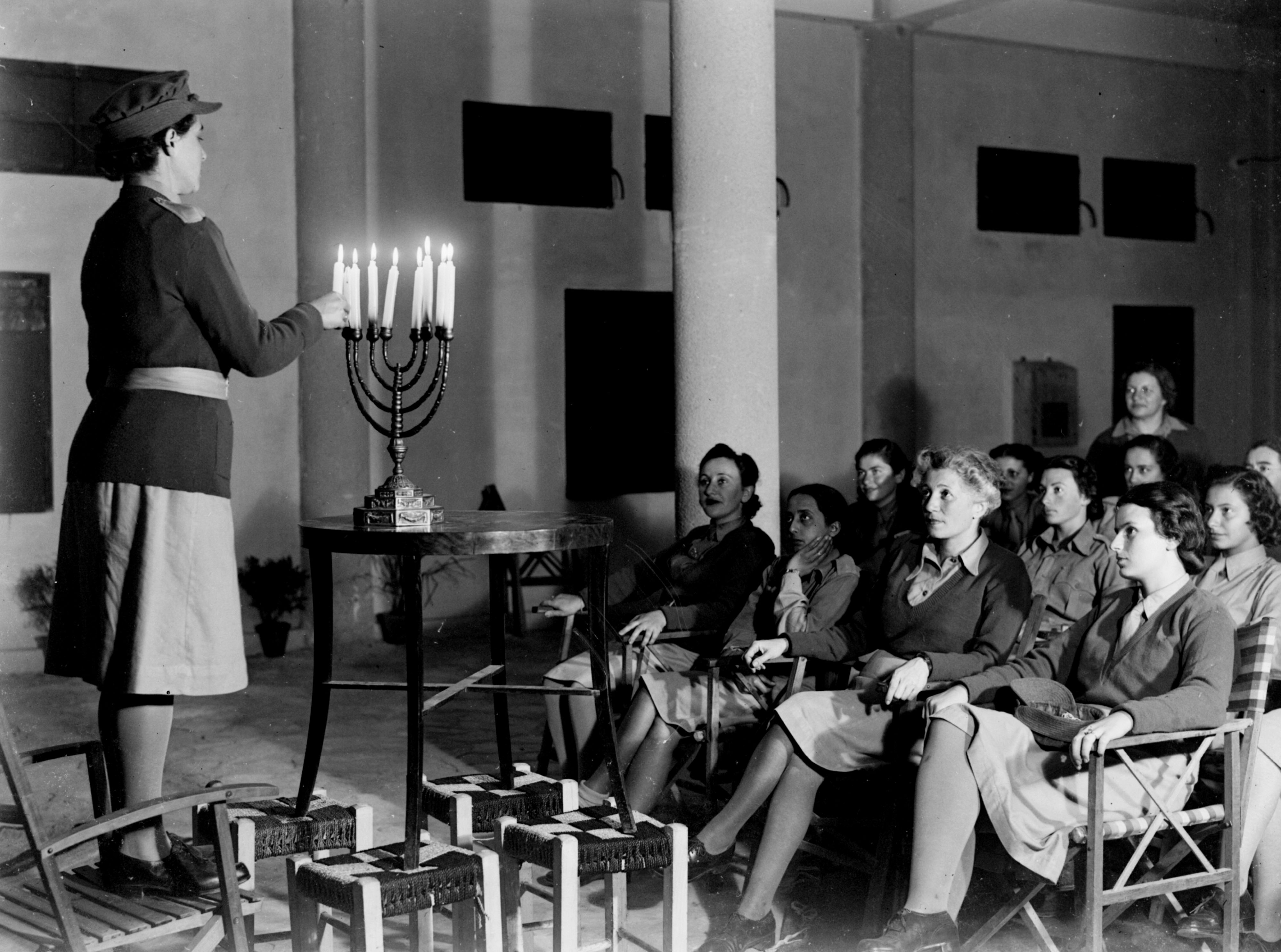
Célébration de Hanoukka par les volontaires juives auxiliaires des services britanniques, Le Caire, 1942
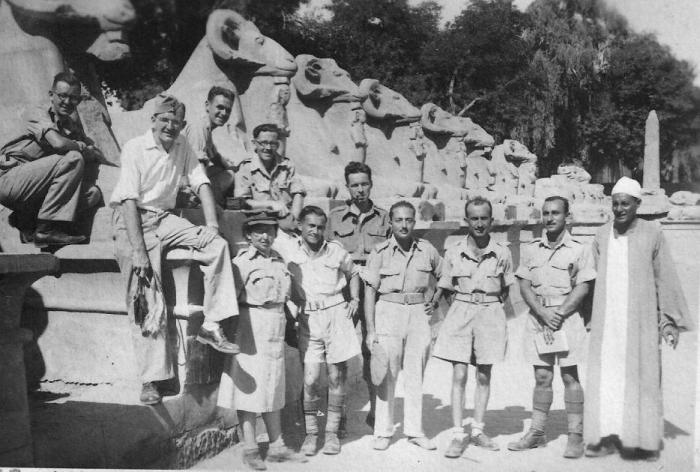
Membres de la Brigade juive en Égypte, septembre 1944

#### 1948
Après la création d'Israël en 1948 et les défaites de l'armée égyptiennes, les difficultés augmentent pour les Juifs égyptiens. En juin et juillet de la même année, plusieurs attentats dans les quartiers juifs font soixante-dix morts et plus de deux cents blessés, tandis que des pogroms et des émeutes font encore plus de victimes,. 
Pendant la guerre israélo-arabe, le fameux grand magasin Cicurel, situé près de la place de l'Opéra au Caire, est incendié, probablement par les Frères musulmans. Le gouvernement finance sa reconstruction : il est de nouveau incendié en 1952, avant de passer sous contrôle égyptien. En effet, le 30 mai 1948, un décret confisque les propriétés des Juifs suspectés de « trahison », de sionisme ou de  communisme  ; ainsi, près de 70 entreprises juives sont saisies, tous secteurs confondus,. « Une mesure oblige les Juifs vivant dans le périmètre alentour au palais d’Abdine au Caire d’abandonner leur logement ». 
Entre 1948 et 1950, plus de 25 000 Juifs quittent l’Égypte.

### Années 1950
En 1954, éclate l'affaire Lavon : en faisant exploser des bombes dans des lieux d'intérêts des Occidentaux, le service de renseignement militaire israélien tente de discréditer Gamal Abdel Nasser et peut-être aussi de nuire aux négociations secrètes avec l'Égypte proposées par Moshé Sharett. Une partie du commando est arrêté, et parmi elle, plusieurs membres de la communauté juive égyptienne. Cette affaire augmente et généralise la suspicion à l'égard de la communauté juive. Dans son réquisitoire, Fu’ad al-Digwi, le procureur au procès des accusés, répète la position gouvernementale officielle : « Les Juifs d'Égypte vivent parmi nous et sont fils de l'Égypte. L'Égypte ne fait pas de différence entre ses fils, qu'ils soient musulmans, chrétiens ou juifs. Ces accusés sont des Juifs qui résident en Égypte, mais nous les jugeons parce qu'ils ont commis des crimes contre l'Égypte, bien qu’ils soient des fils de l'Égypte ».

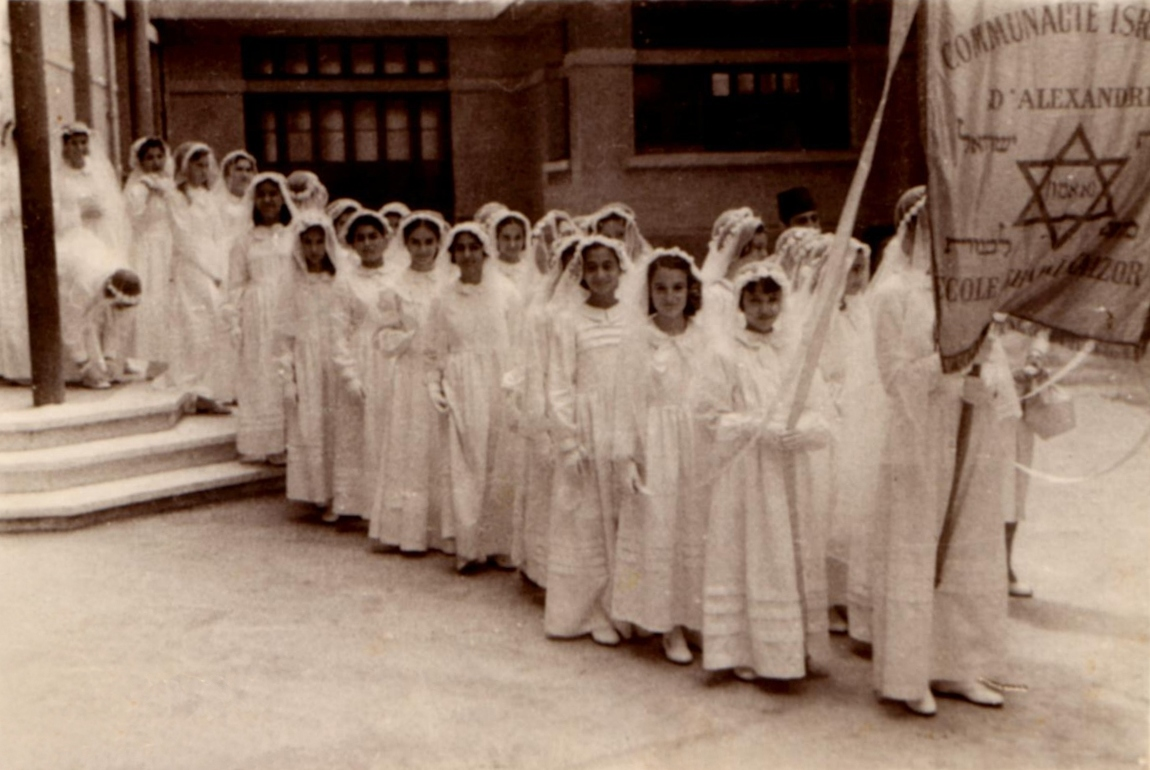
Jeunes juives de la « Communauté israélite d'Alexandrie » lors de leur bat mitsva, 1950-1960.

Une des répercussions immédiates de la campagne de Suez est la publication, le 23 novembre 1956, d'une proclamation mentionnant que tous les Juifs sont des sionistes et des ennemis de l'État, et qu'ils seront bientôt expulsés. Quelque 25 000 Juifs, soit à peu près la moitié de la communauté juive, sont forcés de quitter l'Égypte et s'installent en Europe, notamment en France, aux États-Unis, en Amérique du Sud et en Israël, après avoir été contraints de signer une déclaration mentionnant qu'ils quittent le pays volontairement et acceptent la confiscation de leurs avoirs. Un millier d'autres sont emprisonnés. Des mesures similaires sont prises à l'encontre des nationaux britanniques et français en représailles à la participation de leur pays à la guerre. Dans son introduction, Joel Beinin résume : « Entre 1919 et 1956, la totalité de la communauté juive, comme la société Cicurel[Laquelle ?], est transformée d'un atout national en une cinquième colonne ».

#### Entreprises juives égyptiennes
Les statistiques montrent que sur les 759 sociétés par actions créées en Égypte entre 1885 et 1960, 34,5 % le furent par des Juifs. Les jours de Kippour ou de Roch Hachana, les quartiers des affaires du Caire sont en sommeil car magasins, boutiques, banques, sociétés d'affaires sont fermés, cafés, restaurants, cinémas fonctionnent au ralenti. 
Plusieurs grands magasins juifs réputés :
- Grand magasin Osrodi-Back fondé en 1856 par deux Autrichiens, Adolf Leon Osrodi (arz) et Maurice Hermann Back, devenu dans les années 1920 la société des magasins Omar Effendi (عمر أفندي[عدل])[57] (articles ménagers, tissus...) puis nationalisée en 1957-1961[58],[59] ;
- Société des magasins (arz) Benzion ( بنزايون) (mode, meubles, appareils ménagers) fondée en 1857 par la famille Khawaja Lévy de Benzion, nationalisée en 1960[60],[61] ;
- Société des magasins Cicurel ( شيكوريل ) (mode haut de gamme) fondée en 1887 par Moreno Cicurel, vendue en 1957 ;
- Société des magasins Shamila ( شملا) (vêtements, produits grand public), fondée par Clément Shamla (كليمان شملا), en partenariat avec ses deux frères, David et Victor, nationalisée en 1952[62],[63] ;

D'autres encore comme les magasins Gattengno (rue Emad-el-Dine dans le quartier Ismailieh du Caire), Adès, Oréco, le Salon vert ou la Petite reine appartiennent à des Juifs séfarades. Le grand magasin du photographe d'origine roumaine (en) Jean Weinberg, venu d'Istanbul, est installé depuis 1932 au Caire.

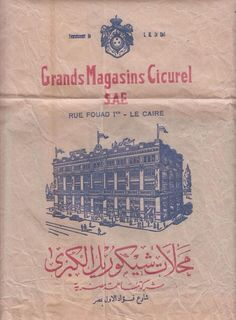
Grands magasins Cicurel, Le Caire
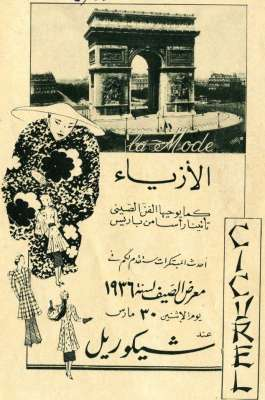
Publicité pour le magasin de mode Cicurel
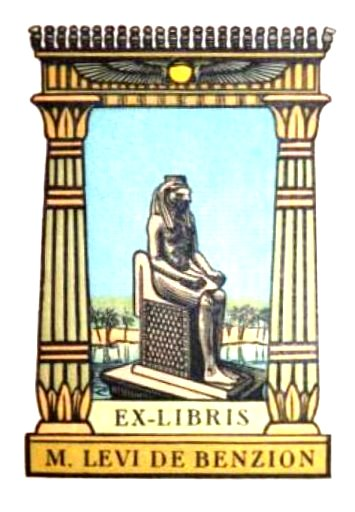
Ex-libris de Moïse Lévy de Benzion, av. 1924
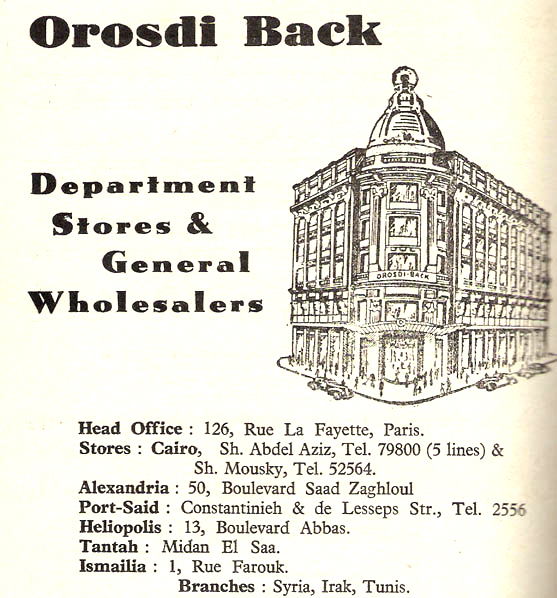
Plaquette des succursales d'Orosdi Back, début du XXe s.
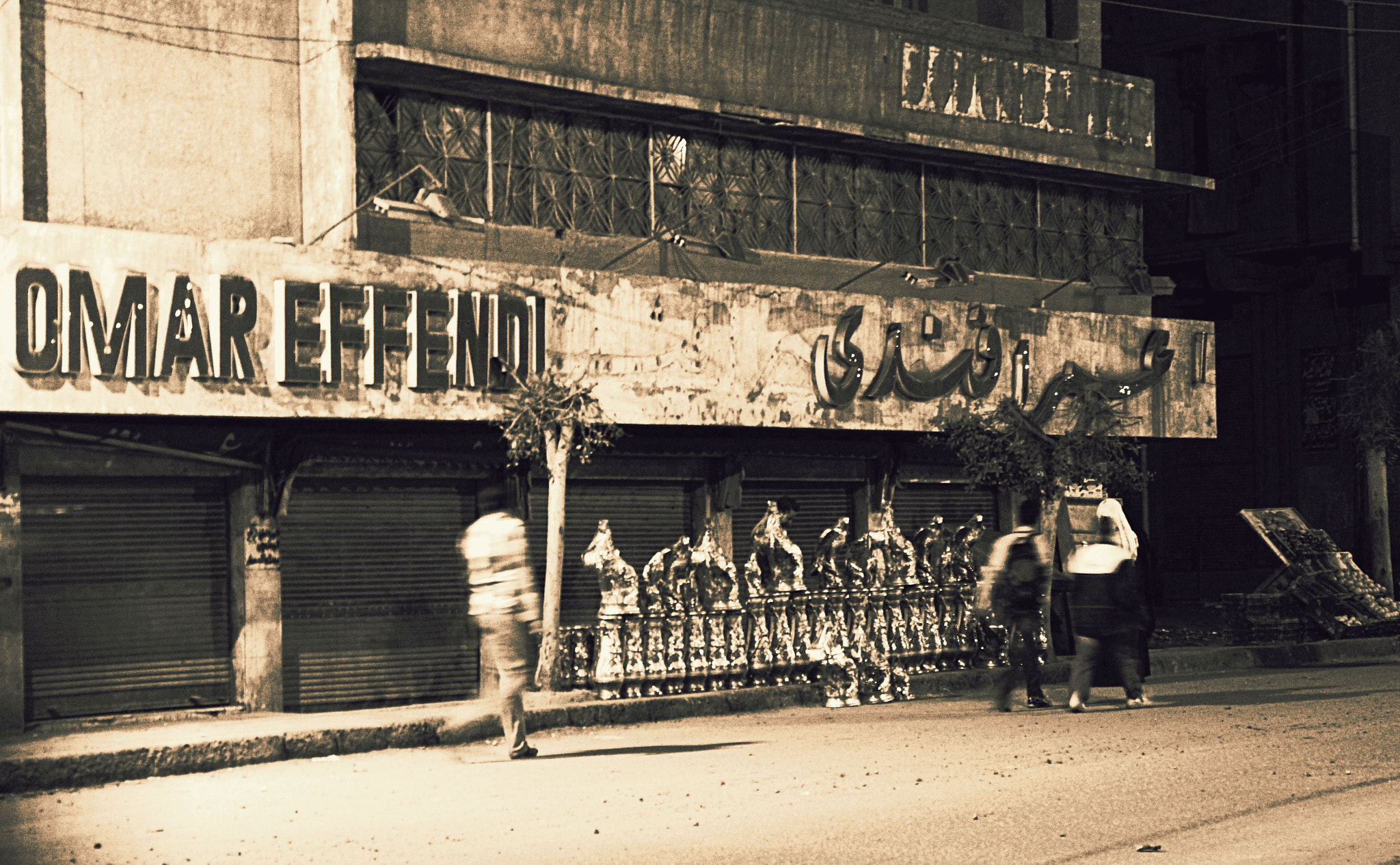
Devanture d'un magasin Omar Effendi

### Années 1960
Entre la fin des années 1940 et les années 1950, les Juifs obligés de partir ont la possibilité de choisir leur pays d'immigration ; cela n'est plus le cas après 1961 où dans leur immense majorité, ils ne pourront que se rendre en Israël. 
Lors de la guerre des Six jours, « les maisons et les biens juifs (sont) confisqués ». Après la victoire israélienne de 1967, de nouvelles confiscations sont effectuées. Selon Rami Mangoubi, plusieurs centaines de Juifs Égyptiens sont arrêtés et emmenés aux centres de détention de Abou Za'abal et de Tura, où ils seront incarcérés et torturés pendant plus de trois années. Le résultat est la disparition presque totale de la communauté juive d'Égypte ; moins de cent personnes y résident encore en 2004. Dans leur majorité, les Juifs égyptiens sont partis vers Israël (35 000), le Brésil (15 000), la France (10 000), les États-Unis (9 000), et l'Argentine (9 000).
Actuellement, l'antisionisme est généralisé dans les médias égyptiens. Le dernier mariage juif en Égypte a été célébré en 1984.

### Années 1970
Après la paix israélo-égyptienne en 1979, « la communauté juive égyptienne est devenue la première dans le monde arabe à établir un contact officiel avec Israël ». Israël possède une ambassade au Caire et un consulat général à Alexandrie. Les « quelques Juifs sont libres de pratiquer le judaïsme » mais l'« historique traité de paix israélo-égyptien a été trop longtemps ignorée par les élites culturelles de l'Égypte qui ont rejeté avec constance toute normalisation des relations » avec Israël.
Durant cette décennie, il ne reste que quelques centaines de Juifs en Égypte. Les seules synagogues restant en fonctionnement sont la synagogue Cha'ar HaChamaïm du Caire (ré-inaugurée pour ses 100 ans le 30 octobre 2007) et la synagogue Éliyahu Hanavi à Alexandrie.

### Années 2010
En avril 2013, Magda Haroun succède à Carmen M. Weinstein à la tête du Conseil de la communauté juive en Égypte, seule organisation juive du pays, forte de seulement vingt membres, toutes des femmes, qui représentent la centaine de Juifs égyptiens restés au pays.
Ancien assistant de Youssef Chahine, Amir Ramses réalise un film intitulé Juifs d'Égypte sorti en mars 2013, qui retrace la présence des Juifs en Égypte au cours de la première moitié du XXe siècle, jusqu'à la crise du canal de Suez. Il est basé sur des témoignages de chercheurs, de personnalités politiques et de Juifs égyptiens exilés, et présente une vision harmonieuse du début du XXe siècle. Mais les agences de sécurité égyptiennes l'interdisent juste un jour avant la date prévue de sortie en cinéma,.
Il ne reste pas plus de vingt Juifs en Égypte en 2017.

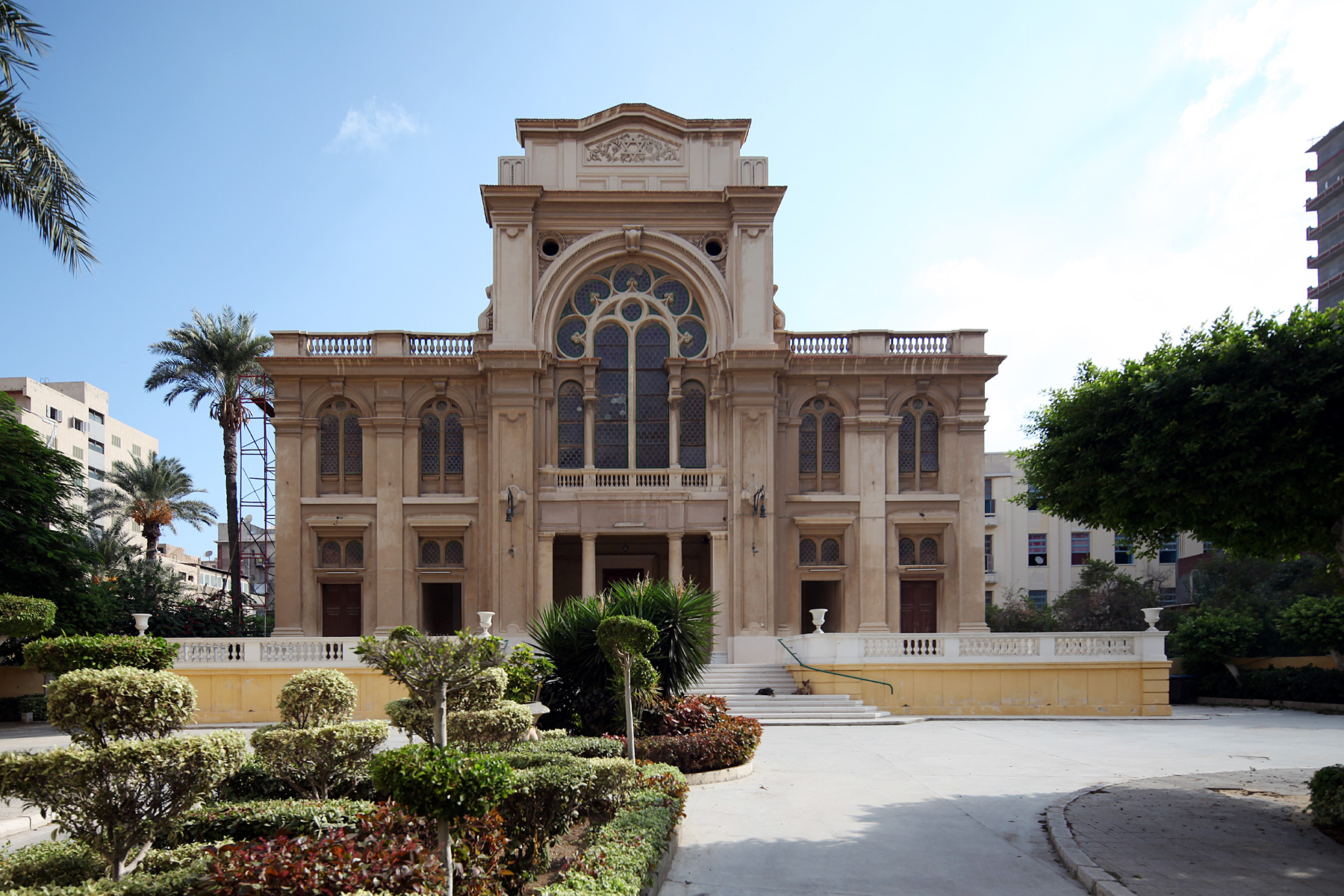
Synagogue Eliyahu Hanavi avant restauration.

### Années 2020
En janvier 2020, la réinauguration de la synagogue Eliyahu HaNavi située rue Nabi-Danial à Alexandrie, la plus grande du Moyen-Orient hors Israël, fraîchement restaurée, rassemble quelque 300 invités, dont le ministre des Antiquités égyptiennes et du tourisme. Le bâtiment ne pouvant fonctionner par manque de fidèles, il deviendra un musée.
Le nombre de Juifs résidant en Égypte de manière permanente s'élève à trois en 2023. Ils sont tous âgés d'au moins 70 ans.

## Livres de Juifs égyptiens sur leur communauté
- Sans Retour: Les Mémoires d'un Juif Egyptien 1930-1957, écrit par Jacques Sardas, traduit en français par Pascale Voilley. Lorsque la violence envers les Juifs devint virulente au cours des années 1950, Jacques et sa famille décidèrent d’émigrer. A sa grande surprise et déception, leurs visas de sortie portaient les mots « Départ définitif, sans retour » : les autorités égyptiennes avaient décrété que Jacques et tous ceux comme lui – considérés « étrangers » ou « apatrides » malgré leur naissance en Egypte – ne reverraient jamais leur pays natal.
- Ronit Matalon, De face sur la photo [en hébreu : Zeh ʻim ha-panim elenu, 1995], traduction en français de Rosie Pinhas-Delpuech, Arles, France, Actes Sud, 2015, 352 p.  (ISBN 978-2-330-05330-7)[76], roman sur la vie d'une famille juive égyptienne.
- (en) Jacqueline Shohet Kahanoff, Jacob’s Ladder. London: Harvill Press, 1951. trad. en français, L'échelle de Jacob, paru sous le nom de Jacqueline Shohet, sur le vie en Égypte dans l'entre-deux-guerres.
- Yahudiya Misriya (pseudonyme de Giselle Littman, Bat Ye'or), Les Juifs en Égypte : aperçu sur 3 000 ans d'histoire, Éditions de l'Avenir, Genève, 1971
- (en) Lucette Lagnado, The Man in the White Sharkskin Suit, trad. en français, L'Homme au Complet blanc : l'autobiographie d'une famille juive en Égypte et après leur émigration aux États-Unis.
- (en) Rami Mangoubi, My Longest 10 Minutes ("Mes 10 minutes les plus longues"), The Jerusalem Post Magazine, 31 mai 2007 : Une enfance juive au Caire pendant et après la Guerre des Six jours ;
- Victor Teboul, Ph.D., La Lente Découverte de l'étrangeté, roman, Éditions les Intouchables, Montréal.
- Nonno, un Juif d'Egypte de Fortunée Dwek aux Editions l'Harmattan paru en 2006 pour le cinquantenaire de l'expulsion des Juifs d'Egypte en 1956. Autobiographie d'une famille juive d'Egypte, sur fond d'Histoire contemporaine. Hommage d'une fille à son valeureux père.

## Autres témoignages personnels
- Dr Maurice Mizrahi, Histoire des Juifs en Égypte, vidéo
- Dr Maurice Mizrahi, J'ai grandi à l'ombre du Pharaon (Les Juifs d'Égypte) en ligne

### Films
- Film de Amir Ramses de mars 2013 : Jews of Egypt (en)

### Histoire ancienne
- Papyrus d'Éléphantine
- Philon d'Alexandrie
- Histoire des Juifs de l'Égypte hellénistique et romaine
- Égypte romaine et byzantine
- Émeutes antijuives d'Alexandrie (38)
- Première guerre judéo-romaine (66-73)
- Guenizah du Caire

### Histoire moderne
- Juifs Mizrahim
- Juifs arabes
- Guerre israélo-arabe de 1948
- Traité de paix israélo-égyptien
- Exode des Juifs des pays arabes et musulmans
- Affaire Lavon
- Attentat à la bombe du Caire (1948)
- (ar) Maisons de mode haut-de-gamme égyptiennes
- Guerre des Six Jours
- Crise du canal de Suez
- Guerre du Kippour
- Écrivains égyptiens francophones
- Juifs arabes
- Juifs Mizrahim

### Institutions
- Synagogue Ben Ezra (Le Caire)
- Synagogue Cha'ar HaChamaïm du Caire
- Guéniza du Caire

### Personnalités
- Saadia Gaon (882-942), rabbin ;
- Isaac Israeli ben Salomon (830/850-930/950), philosophe, médecin ;
- Moïse Maïmonide (1138-1204), rabbin, théologien, philosophe, astronome ;
- Avraham Maïmonide (1186-1237), rabbin ;
- le poète Abraham bar Hillel (?-1223) ;
- le rabbin, juge Jacob ben Abraham Castro (1525–1610) ;
- Jaim HaCohen (1585-1565), rabbin ;

#### 1800
- Moses ben Raphael Pardo (?-1888), rabbin ;
- Yaqub Sannu alias James Sanua alias Abou Naddara (1839-1912), pionnier du théâtre égyptien et du journalisme arabe[77] ;
- Joseph Aslan de Cattaoui (en) (1862-1942) (ou Qattawi), ministre du roi Fouad Ier, député, sénateur ;
- Mourad Farag (1867-1959), journaliste, poète et théologien karaïte ;
- le compositeur Dawood Hosni (1870-1937)[78] ;
- l'érudit juriste, linguiste, rabbin Chaim Nahum (1872-1960) ;
- Salvator Cicurel (en) (1893 –1975), sportif olympique ;
- Hakham Bachi, Grand-rabbin sous l'empire ottoman, sénateur, juriste, linguiste ; Elihaou Bekhor ben Raphael Joseph Hazan (1845-1908), rabbin[79] ; Rabbi Raphael Aharon ben Shimon (1848-1928)[79] ; Haim Nahum Effendi (1872-1960)[80] ; Rabbi Haim Moussa Douek (1905-1974)[81] ; Rabbi Shemuel Chamoula (1942-2004)[82] ;

#### 1900
- le poète Edmond Jabès (1912-1991) ;
- l'écrivaine Jacqueline Shohet Kahanoff (1917-1979) ;
- [la styliste Gabrielle Aghion (1921-2014), fondatrice de la maison Chloé[83]
- l'espion israélien Eli Cohen (1924-1965) ;
- l'actrice et chanteuse Leila Mourad ; l'actrice et danseuse Katie Futsati alias Kitty (1927-1980)[84],[85] ; les actrices Negma Ibrahim ; Lilian Levy Cohen alias Camelia ; Myriam Benguigui alias Fazia Rushdi[86] ; Pipi Youssef[86] ; Jenian Rafat, Bahiga Almahadi[87] ; Satla Bouzaglo ; Victoria Farhi[88],[89] ; Rachel Abraham Levi alias Raqia Ibrahim[90] ;
- l'auteur-compositeur-interprète Georges Moustaki (1934-2013) ;
- Benny Levy (1945-2003), philosophe ;
- l'animatrice Paula Jacques (1949-)
- l'historien Henry Rousso (1957-) ;
- les cinéastes Togo Mizrahi (1901-1986) alias Ahmed al-Mashriqui ; Victor Stoloff (1913-2009) ;
- les acteurs Abdel Aziz al-Mashriqui ; Elias Moadbab (1916-1952) ; Albert Mouribi alias Pilpel al-Masri ; Yossef “Jo” Sasson
- l'homme d'affaires genevois Gabriel Tamman